# Enoch Powell
John Enoch Powell, född 16 juni 1912 i Birmingham, död 8 februari 1998 i London, var en brittisk politiker, lingvist och poet. Han var parlamentsledamot för Wolverhampton South West för det Konservativa partiet från 1950 till februari 1974 och parlamentsledamot för South Down för Ulster Unionist Party (UUP) från oktober 1974 till 1987. Han var hälsominister från 1960 till 1963 i den andra Harold Macmillan-ministären och var skuggminister för försvar från 1965 till 1968 i Edward Heaths skuggkabinett. Han var även riddare av den brittiska imperieorden.
Innan han gav sig in i politiken var Powell en klassisk skolad akademiker och brigadgeneral, efter att ha tjänstgjort i den brittiska armén under andra världskriget. Han skrev både poesi och böcker om klassiska och politiska ämnen. Han är särskilt ihågkommen för sina åsikter om invandring och demografiska förändringar. År 1968 väckte Powell uppmärksamhet över hela landet för sitt "Rivers of Blood"-tal, där han kritiserade invandringen till Storbritannien, och särskilt den snabba tillströmningen från Samväldet (tidigare kolonier i det brittiska imperiet) under efterkrigstiden. Talet var dels en reaktion på "Race Relations Act 1968" som gjorde diskriminering av människor baserat på ras olagligt. I talet sa han bland annat att invandrare från det brittiska samväldet bosatta i Storbritannien skulle orsaka ett raskrig.
Hans tal kritiserades av några av hans egna partimedlemmar och The Times för att vara rasistiskt. Heath, som då var ledare för det konservativa partiet och ledare för oppositionen, avskedade Powell från skuggkabinettet dagen efter talet. I efterdyningarna visade flera opinionsundersökningar att mellan 67 och 82% av den brittiska befolkningen höll med Powell.
Powell vände de konservativa ryggen och stödde en röst på Labourpartiet, som återkom som en minoritetsregering i valet i februari 1974. Powell återinsattes i underhuset i oktober 1974 som parlamentsledamot för Ulster Unionist Party för valkretsen South Down i Nordirland. Han representerade partiet tills han förlorade i valet 1987. Powell dog 1998, 85 år gammal, och är fortfarande en splittrande och kontroversiell figur i Storbritannien. I BBC:s omröstning år 2002 utnämndes Powell till en av de 100 största britterna i historien.

## Barndomen
John Enoch Powell föddes den 16 juni 1912 i Birmingham, och döptes i St Nicholas's Church i Newport, Shropshire, där hans föräldrar hade gift sig 1909. Han var det enda barnet till Albert Enoch Powell, en grundskolerektor, och hans hustru, Ellen Mary Ellen, som var dotter till Henry Breese, en polis i Liverpool, och hans hustru Eliza, som hade varit lärare. Hans mor tyckte inte om hans namn, och som barn var han känd som "Jack". Vid tre års ålder fick Powell smeknamnet "Professorn" eftersom han brukade stå på en stol och beskriva de uppstoppade fåglar som hans farfar hade skjutit och som fanns i hans föräldrars hem. År 1918 flyttade familjen till Kings Norton, där Powell stannade tills han började studera vid universitetet i Cambridge 1930.
Familjen Powell var av walesisk härkomst och från Radnorshire (ett walesiskt gränsgrevskap), som hade flyttat till det framväxande Black Country under det tidiga 1800-talet. Enoks farfars far var kolgruvearbetare, och hans farfar hade arbetat i järnhandel.
Powell läste ivrigt från en ung ålder. Redan vid tre års ålder kunde han "läsa någorlunda bra". Även om de inte var förmögna hade familjen Powell det gott ekonomiskt, och i deras hem fanns ett bibliotek. Vid sex års ålder älskade Powell att läsa. Varje söndag höll han föreläsningar för sina föräldrar om böcker som han hade läst, och han ledde också aftonsånger och höll en predikan. När han var gammal nog att ge sig ut på egen hand gick Powell runt på landsbygden i Worcestershire med hjälp av kartor, vilket gav honom en kärlek till landskap och kartografi.

## Utbildning
Powell gick i en folkskola tills han var elva år. Han var sedan elev i tre år vid King's Norton Grammar School for Boys innan han vann ett stipendium till King Edward's School i Birmingham 1925, 13 år gammal. Arvet från första världskriget tornade upp sig för Powell. Nästan alla hans lärare hade kämpat i kriget. Han bildade uppfattningen att Storbritannien och Tyskland skulle slåss igen.
Powells mor började lära honom grekiska under de två veckorna av jullovet 1925. När han började nästa termin hade han nått en nivå i grekiska som de flesta elever skulle nå efter två år. Inom två terminer var Powell bäst i de klassiska ämnena.
Brådmogen nog vann Powell alla tre av skolans klassiska priser och skulle komma att vinna fler senare under sin skolkarriär. I femte klass klass började han översätta Herodotos Historier. Han började i sjätte klass två år före sina klasskamrater och blev ihågkommen som en hårt arbetande elev. Powell vann också en medalj i gymnastik och blev skicklig i klarinett. Han funderade på att studera vid Royal Academy of Music, men hans föräldrar övertalade honom att försöka få ett stipendium vid Cambridge.
Det var under sin tid i sjätte klass som Powell lärde sig tyska. Han influerades av att läsa James George Frazers Den gyllene grenen och Thomas Carlyles Sartor Resartus, vilket ledde honom till verk av Johann Wolfgang von Goethe och Friedrich Nietzsche.
Vid 17 års ålder skrev Powell uppsatsen för klassiska ämnen vid Trinity College, Cambridge och vann den högsta utmärkelsen. Powell studerade vid Trinity från 1930 till 1933. Han blev nästan en enstöring och ägnade sin tid åt studier. Den brittiska litterära tidskriften Granta kallade honom "Eremiten från Treenigheten" (Trinity). Vid 18 års ålder publicerades hans första uppsats till en klassisk tidskrift (på tyska) i Philologische Wochenschrift, över en rad av Herodotos. Medan han studerade vid Cambridge blev Powell medveten om att det fanns en annan klassicist som undertecknade sitt namn som "John U. Powell". Powell bestämde sig för att använda sitt mellannamn och började referera till sig själv som "Enoch Powell". Powell vann Craven-stipendiet i början av sin andra termin 1931. Det var i Cambridge som Powell kom under inflytande av poeten A. E. Housman, som då var professor i latin vid universitetet.
I Cambridge vann Powell ett antal priser, bland annat Percy Pemberton-priset, Porson-priset, Yeats-priset och Lees Knowles, ledamöternas pris för latinsk prosa, Browne-medaljen, den första kanslerns klassiska medalj och Cromer-priset för grekiska essäer från British Academy.
Powell gick en kurs i urdu vid School of Oriental Studies (numera SOAS, University of London), eftersom han kände att hans länge närda ambition att bli vicekung av Indien skulle vara ouppnåelig utan kunskaper i ett indiskt språk. Senare under sin politiska karriär talade han till sina indiskfödda väljare på urdu. Powell fortsatte med att lära sig andra språk, såsom walesiska, modern grekiska och portugisiska.

## Akademisk karriär
Efter att ha tagit examen från Cambridge stannade Powell kvar vid Trinity College som stipendiat och tillbringade mycket av sin tid med att studera antika manuskript på latin och producera akademiska verk på grekiska och walesiska. Han vann Cravens resestipendium, som han använde för att finansiera resor till Italien, där han forskade i grekiska manuskript. Han lärde sig också italienska. Powell var fortfarande övertygad om det oundvikliga i ett krig med Tyskland efter att Adolf Hitler kom till makten i Tyskland 1933: han sa till sin far 1934: "Jag vill vara i armén från den första dagen som Storbritannien går i krig". Han drabbades av en andlig kris när han hörde talas om de långa knivarnas natt i juli 1934, som krossade hans syn på tysk kultur.
Powell tillbringade sin tid på Trinity med att undervisa och handleda studenter och arbetade på ett lexikon över Herodotos. Sedan 1932 hade Powell arbetat med egyptiska manuskript av Rendel Harris och hans översättning från grekiska till engelska publicerades 1937.
Powell gav ut diktsamlingen First Poems 1937, som var influerad av Housman. Hans andra volym av dikter, Casting Off, and Other Poems, trycktes 1939. Ytterligare en diktsamling, Dancer's End och The Wedding Gift, publicerades 1951. En fullständig diktsamling publicerades i en volym 1990.
År 1937 utnämndes han till professor i grekiska vid University of Sydney, vid 25 års ålder, (han misslyckades med sitt mål att slå Nietzsches rekord att bli professor vid 24 års ålder). Han var den yngste professorn i det brittiska imperiet. Han reviderade Henry Stuart Jones utgåva av Thukydides Historiae för Oxford University Press 1938. Hans mest bestående bidrag till den klassiska vetenskapen var hans Lexicon to Herodotos, publicerad av Cambridge University Press samma år, som mottogs väl av kritikerna.
Strax efter sin ankomst till Australien utsågs han till intendent för Nicholson Museum vid University of Sydney. Han informerade rektorn om att kriget snart skulle börja i Europa och att han när det gjorde det skulle bege sig hem för att ta värvning i armén. I sin installationsföreläsning som professor i grekiska i maj 1938 fördömde han Storbritanniens eftergiftspolitik. Vid krigsutbrottet återvände Powell omedelbart till England.

## Militärtjänst
I oktober 1939 tog Powell värvning som menig i Royal Warwickshire Regiment. Han hade problem med att ta värvning, eftersom krigsministeriet under "låtsaskriget" inte ville ha män utan militär utbildning. I stället för att vänta på att bli inkallad hävdade han att han var australiensare, eftersom australier (av vilka många hade rest till Storbritannien för att ansluta sig) tilläts ta värvning direkt. Han befordrades från menig till korpral och genomgick officersutbildning. Han berättade för sina kollegor att han förväntade sig att bli åtminstone generalmajor i slutet av kriget.
Den 18 maj 1940 utnämndes Powell till fänrik. Han förflyttades till Intelligence Corps och befordrades senare till kapten, placerad som GSO3 (Intelligence) i 1:a (senare 9:e) pansardivisionen. Under denna tid lärde han sig portugisiska. Eftersom det inte fanns tillräckligt med rysktalande officerare vid krigsministeriet, användes hans kunskaper i ryska och hans förmåga att analysera texter för att översätta en rysk handbok för fallskärmsträning. Han var övertygad om att Sovjetunionen så småningom måste gå med i kriget på de allierades sida.
I oktober 1941 skickades Powell till Kairo i Egypten och förflyttades sedan tillbaka till Royal Warwickshire Regiment. Han befordrades till major i maj 1942 och sedan till överstelöjtnant i augusti 1942. I den rollen hjälpte han till att planera det andra slaget vid El Alamein, efter att tidigare ha hjälpt till att planera attacken mot Erwin Rommels försörjningslinjer. Året därpå utnämndes han till medlem av Order of the British Empire (MBE) för sin militärtjänst. Under sin tid i Alger började Powell misstro USA:s ståndpunkt. Powells misstänksamhet mot det anti-brittiska imperiet i den amerikanska federala regeringens utrikespolitik fortsatte under återstoden av kriget och in i hans efterföljande politiska karriär efter kriget.
Efter axelmakternas nederlag i det andra slaget vid El Alamein flyttades Powells uppmärksamhet alltmer till Stillahavskriget, där de allierade kämpade mot den kejserliga japanska armén (IJA). Han ville bli placerad i Chindits-förbanden som opererade i Burma. I augusti 1943 blev han placerad i den brittisk-indiska armén i Delhi som överstelöjtnant i den militära underrättelsetjänsten. Powell utsågs till sekreterare i Joint Intelligence Committee for India och Lord Mountbattens Southeast Asia Command, som var involverad i planeringen av en amfibisk offensiv mot Akyab.
Powell hade fortsatt att lära sig urdu. Han hade en ambition att så småningom bli vicekung av Indien, och när Mountbatten förflyttade sin personal till Kandy på Ceylon, valde Powell att stanna kvar i Delhi. Han befordrades till överste i slutet av mars 1944 som biträdande chef för den militära underrättelsetjänsten i Indien, där han gav underrättelsestöd till fältmarskalk William Slims fälttåg i Burma. Powell avslutade kriget som brigadgeneral, för en tid den yngste i den brittiska armén. Han sa till en kollega att han förväntade sig att bli chef för all militär underrättelsetjänst i "nästa krig". Powell upplevde aldrig strid och kände sig skyldig för att ha överlevt och skrev att soldater som gjorde det bar med sig "en sorts skam i graven".

## Inträde i politiken
Powell röstade på Labourpartiet i deras jordskredsseger 1945 eftersom han ville straffa det konservativa partiet för Münchenöverenskommelsen. Efter kriget gick han med i de konservativa och arbetade för Conservative Research Department (CRD) under Rab Butler, där hans kollegor inkluderade Iain Macleod och Reginald Maudling.
Powells ambition att bli vicekung av Indien smulades sönder i februari 1947 när premiärminister Clement Attlee tillkännagav att Indiens självständighet var nära förestående. Powell blev så chockad av den ändrade politiken att han tillbringade hela natten efter att den tillkännagavs med att gå på Londons gator.:51 Han kom till rätta med det genom att bli våldsamt antiimperialistisk och trodde att när Indien väl hade försvunnit, skulle hela imperiet följa det. Denna logiska absolutism förklarade hans senare likgiltighet inför Suezkrisen, hans förakt för samväldet och hans uppmaning till Storbritannien att upphöra med alla kvarvarande anspråk på att vara en världsmakt.
Efter att utan framgång ha ställt upp i valet till Labourpartiet i ett fyllnadsval 1947 (då Labours majoritet var 62%), valdes han till konservativ parlamentsledamot för Wolverhampton South West i valet 1950.

### Första åren som backbencher
Den 16 mars 1950 höll Powell sitt jungfrutal i underhuset. Under resten av sitt liv betraktade han detta tal som det bästa han någonsin hållit (snarare än det mycket mer välkända anti-invandringstalet från 1968).:230 Den 3 mars 1953 talade han mot lagförslaget om kungliga titlar i underhuset.:195–202:196–199:199–201:201
I mitten av november 1953 säkrade Powell en plats i 1922-kommitténs verkställande organ vid det tredje försöket. Butler bjöd också in honom till den kommitté som granskade partiets politik inför valet, där han deltog fram till 1955. Powell var medlem av Suezgruppen av parlamentsledamöter som var emot tillbakadragandet av brittiska trupper från Suezkanalen, eftersom ett sådant drag skulle visa, hävdade Powell, att Storbritannien inte längre kunde behålla en position där, och att alla anspråk på Suezkanalen därför skulle vara ologiska. Men efter att trupperna hade lämnat kanalen i juni 1956 och egyptierna nationaliserade kanalen en månad senare, motsatte sig Powell försöket att återta kanalen under Suezkrisen eftersom han ansåg att britterna inte längre hade resurser att vara en världsmakt.:99–100

## In och ut från ämbetsposter

### Biträdande bostadsminister
Den 21 december 1955 utnämndes Powell till parlamentssekreterare åt Duncan Sandys vid bostadsdepartementet. I början av 1956 talade han för lagförslaget om bostadssubventioner i underhuset och argumenterade för att förkasta ett ändringsförslag som skulle ha hindrat slumsaneringar. Han talade också till stöd för Slum Clearances Bill, som gav rätt till full ersättning för dem som köpte ett hus efter augusti 1939 och fortfarande bodde i det i december 1955 om denna egendom tvångsinköptes av regeringen om den ansågs olämplig för mänsklig bebyggelse. I början av 1956 deltog Powell i en underkommitté för invandringskontroll som bostadsminister och förespråkade invandringskontroller.

### Finanssekreterare i finansdepartementet
När Harold Macmillan efterträdde Anthony Eden som premiärminister erbjöds Powell posten som finanssekreterare i finansdepartementet den 14 januari 1957. Detta ämbete var finansministerns ställföreträdare och den viktigaste uppgiften utanför regeringen.
I januari 1958 avgick Powell, tillsammans med finansminister Peter Thorneycroft och hans finansministerkollega Nigel Birch, i protest mot regeringens planer på ökade utgifter. Han var en stark förespråkare för disinflation, eller, i moderna termer, en monetarist, och en anhängare av marknadskrafterna. Powell var också medlem i Mont Pelerin-sällskapet. Biprodukten av dessa utgifter var tryckningen av extra pengar för att betala för det hela, vilket Powell trodde var orsaken till inflationen, och i själva verket en form av beskattning, eftersom innehavarna av pengar upptäcker att deras pengar är värda mindre. Inflationen i konsumentprisindexet låg mellan 3,7 och 3% vid tiden för hans avgång.
Under det sena 1950-talet förespråkade Powell kontroll av penningmängden för att förhindra inflation och under 1960-talet var han en förespråkare för en fri marknadspolitik, som vid den tiden sågs som extrem, ogenomförbar och impopulär. Powell förespråkade en privatisering av postverket och telefonnätet redan 1964. Han både föraktade tanken på "konsensuspolitik" och ville att det konservativa partiet skulle bli ett modernt affärsliknande parti, befriat från sina gamla aristokratiska och "old boy network"-associationer. I sin avgång 1958 på grund av de offentliga utgifterna och vad han såg som en inflationistisk ekonomisk politik, föregrep han nästan exakt de åsikter som under 1980-talet kom att beskrivas som "monetarism".

### Talet Hola Massacre
Den 27 juli 1959 höll Powell ett tal i underhuset om Hola-lägret i Kenya, där elva Mau Mau-män dödades efter att ha vägrat arbeta i lägret. Powell noterade att vissa parlamentsledamöter hade beskrivit de elva som "undermänskliga", men Powell svarade med att säga: "I allmänhet skulle jag säga att det är en fruktansvärd doktrin, som måste slå tillbaka på dem som uttalar den, att stå till doms över en medmänniska och säga: 'Eftersom han var den och den, kommer därför de konsekvenser som annars skulle följa av hans död inte att flöda'.":206–207 Powell höll inte heller med om uppfattningen att eftersom det var i Afrika så var olika metoder acceptabla:
Vi kan inte heller själva välja och vraka var och i vilka delar av världen vi ska använda den ena eller andra typen av standard. Vi kan inte säga: "Vi kommer att ha afrikansk standard i Afrika, asiatisk standard i Asien och kanske brittisk standard här hemma". Vi har inte det valet att göra. Vi måste vara konsekventa med oss själva överallt. Allt styre, allt mänskligt inflytande på människor, vilar på åsikter. Vad vi kan göra i Afrika, där vi fortfarande regerar och där vi inte längre regerar, beror på den uppfattning som hyses om det sätt på vilket detta land agerar och det sätt på vilket engelsmännen agerar. Vi kan inte, och vi vågar inte, i Afrika av alla ställen, sjunka under våra egna högsta normer när det gäller att ta ansvar.:207
Denis Healey, parlamentsledamot från 1952 till 1992, sa senare att detta tal var "det bästa parlamentstal jag någonsin hört ... den hade samma moraliska lidelse och retoriska kraft som Demosthenes". The Daily Telegraphs rapport om talet sade att "när Powell satte sig ner lade han handen över ögonen. Hans sinnesrörelse var berättigad, för han hade hållit ett stort och uppriktigt tal."

### Hälsominister
Powell återvände till regeringen i juli 1960, då han utsågs till hälsominister, även om han inte blev medlem av det inre kabinettet förrän vid regeringsombildningen 1962. Under ett möte med föräldrar till barn som fötts med missbildningar orsakade av läkemedlet talidomid vägrade han att träffa några barn som påverkats av läkemedlet. Powell vägrade också att inleda en offentlig utredning och motsatte sig uppmaningar om att utfärda en varning för eventuella överblivna talidomidpiller som kunde finnas kvar i folks medicinskåp (som USA:s president John F. Kennedy hade gjort).
I december 1961 meddelade Powell, som hälsominister, att p-pillret Conovid kunde skrivas ut till kvinnor genom National Health Service (NHS) till ett subventionerat pris på 2 shilling per månad.
Som hälsominister utvecklade han 1962 års sjukhusplan. Han inledde en debatt om försummelsen av psykiatriska institutioner och krävde att de skulle ersättas av avdelningar på allmänna sjukhus. Talet katalyserade debatten. Det var en av flera delar som ledde fram till initiativet Vård i samhället på 1980-talet. År 1993 förklarade dock Powell att de kriminellt sinnessjuka aldrig borde ha släppts fria och att problemet var en fråga om finansiering. Han sa att det nya sättet att ta hand om de psykiskt sjuka kostade mer, inte mindre, än det gamla sättet eftersom samhällsvården var decentraliserad och intim samt "mer mänsklig"; och hans efterträdare hade inte, enligt Powell, tillhandahållit pengar för lokala myndigheter att spendera på psykiatrisk vård. Institutionsvården hade därför försummats och det satsades inte på kommunal vård.
Efter sitt tal om invandring 1968 påstod Powells politiska motståndare ibland att han, när han var hälsominister, hade rekryterat invandrare från samväldet till NHS. Hälsoministern var dock inte ansvarig för rekryteringen. (Detta lämnades till hälsomyndigheterna.) Powell välkomnade invandrade sjuksköterskor och läkare, under förutsättning att de skulle vara tillfälligt anställda som utbildade sig i Storbritannien och sedan skulle återvända till sina hemländer som kvalificerade läkare eller sjuksköterskor. Kort efter att han blivit hälsominister frågade Powell Rab Butler (inrikesministern) om han kunde bli utnämnd till en ministerkommitté som övervakade invandringen. Powell var orolig för de påfrestningar som orsakades av NHS-immigranter, och dokument visar att han ville ha en starkare begränsning av samväldets invandring än den som antogs 1961.

## 1960-talet

### Val av partiledare
I oktober 1963 försökte Powell, tillsammans med Iain Macleod, Reginald Maudling och Quintin Hogg, förgäves övertala Butler att inte tjänstgöra under earlen av Home (snart känd som Sir Alec Douglas-Home), i tron att den senare inte skulle kunna bilda en regering. Powell kommenterade att de hade gett Butler en revolver, som han hade vägrat att använda utifall den lät eller skadade någon. Macleod och Powell vägrade att tjänstgöra i Lord Homes kabinett. Denna vägran brukar inte tillskrivas personlig antipati mot Douglas-Home, utan snarare ilska över vad Macleod och Powell såg som Macmillans lömska manipulation av kollegor under processen att välja en ny ledare. Men vid mötet i sitt hus på kvällen den 17 oktober ska Powell, som fortfarande åtnjöt ett liberalt rykte i rasfrågor efter sitt tal om Holamassakern, ha sagt om Lord Home: "Hur kan jag tjäna under en man vars åsikter om Afrika är uppenbart portugisiska?"
Under valet 1964 sa Powell i sitt valtal att "det var nödvändigt, inte bara för vårt eget folks skull utan för invandrarnas egen skull, att införa kontroll över det antal som tilläts komma in. Jag är övertygad om att den stränga kontrollen måste fortsätta om vi ska kunna undvika det onda som en 'hudfärgsfråga' innebär i det här landet, för oss själva och för våra barn." Norman Fowler, som då var reporter på The Times, intervjuade Powell under valet och frågade honom vad som var den största frågan: "Jag förväntade mig att få veta något om levnadskostnaderna, men inte en smula av det. 'Invandring, svarade Powell. Jag ringde in min artikel i vederbörlig ordning, men den användes aldrig. När allt kommer omkring, vem hade 1964 någonsin hört talas om en före detta konservativ minister som tyckte att invandring var en viktig politisk fråga?"
Efter de konservativas nederlag i valet gick han med på att återvända till första bänken som talesman i transportfrågor.:316 I juli 1965 ställde han upp i det första partiledarvalet för det konservativa partiet, men kom på en avlägsen tredjeplats efter Edward Heath och fick bara 15 röster, strax under det resultat som Hugh Fraser skulle få i valet 1975. Heath utnämnde honom till skuggminister för försvarsfrågor. Powell sa att han hade "lämnat sitt visitkort", det vill säga visat sig vara en potentiell framtida ledare, men den omedelbara effekten var att han visade sitt begränsade stöd i parlamentspartiet, vilket gjorde att Heath kände sig mer bekväm med att syna hans bluff.

### Skuggförsvarsminister
I sitt första tal till det konservativa partiets konferens som skuggminister för försvar den 14 oktober 1965 skisserade Powell en ny försvarspolitik, där han kastade över vad han såg som föråldrade globala militära åtaganden som fanns kvar från Storbritanniens imperialistiska förflutna och betonade att Storbritannien var en europeisk makt och att en allians med västeuropeiska stater från en eventuell attack från öst var central för Storbritanniens säkerhet. Han försvarade Storbritanniens kärnvapen och hävdade att det var "den enklaste kasuistik att hävda att om vapnet och medlen för att använda det köps delvis, eller till och med helt och hållet, från en annan nation, så har den oberoende rätten att använda det ingen verklighet. Med ett vapen som är så katastrofalt är det innehav och rätten att använda som räknas". Powell ifrågasatte också västvärldens militära åtaganden öster om Suez:
Hur mycket vi än må göra för att skydda och lugna de nya oberoende länderna i Asien och Afrika, så kommer de slutliga gränserna för Rysslands och Kinas framryckning i dessa riktningar att bestämmas av ett styrkeförhållande som i sig kommer att vara asiatiskt och afrikanskt. De två kommunistiska imperierna befinner sig redan i ett tillstånd av ömsesidig antagonism; Men varje framsteg eller hot om framryckning från den ena eller den andra sidan framkallar motverkande krafter, ibland nationalistiska till sin karaktär, ibland expansionistiska, som till slut kommer att hejda den. Vi måste räkna med det bistra faktum att uppnåendet av denna slutliga jämvikt mellan styrkorna vid någon tidpunkt kan försenas snarare än påskyndas av västerländsk militär närvaro.
Daily Telegraph-journalisten David Howell sade till Andrew Alexander att Powell "just hade dragit tillbaka oss från öster om Suez och fick enorma ovationer eftersom ingen förstod vad han talade om". Amerikanerna var dock oroade över Powells tal eftersom de ville ha brittiska militära åtaganden i Sydostasien eftersom de fortfarande stred i Vietnam. En utskrift av talet skickades till Washington och den amerikanska ambassaden begärde att få tala med Heath om "Powell-doktrinen". The New York Times skrev att Powells tal var "en potentiell självständighetsförklaring från amerikansk politik". Under valkampanjen 1966 hävdade Powell att den brittiska regeringen hade beredskapsplaner på att skicka åtminstone en symbolisk brittisk styrka till Vietnam och att under Labours ledning "har Storbritannien betett sig helt klart och fullständigt igenkännligt som en amerikansk satellit".
USA:s president Lyndon B. Johnson hade faktiskt bett Wilson om några brittiska styrkor till Vietnam, och när det senare antyddes för Powell att Washington förstod att den offentliga reaktionen på Powells anklagelser hade fått Wilson att inse att han inte skulle ha någon gynnsam allmän opinion och därför inte kunde genomföra det, svarade Powell: "Den största tjänst jag har utfört för mitt land, om det är så". Labour återvaldes med stor majoritet, och Powell behölls av Heath som skuggförsvarsminister eftersom han ansåg att Powell "var för farlig för att utelämnas".
I ett kontroversiellt tal den 26 maj 1967 kritiserade Powell Storbritanniens roll i världen efter kriget:
I vår fantasi de försvinnande sista resterna ... av Storbritanniens en gång så stora indiska imperium har förvandlat sig själva till en fredsbevarande roll som solen aldrig går ner över. Under Guds goda försyn och i partnerskap med Förenta staterna bevarar vi världsfreden och rusar hit och dit för att hålla tillbaka kommunismen, släcka buskbränder och ta itu med omstörtande verksamhet. Det är svårt att utan att använda termer som härrör från psykiatrin beskriva ett begrepp som har så få beröringspunkter med verkligheten.
År 1967 talade Powell om sitt motstånd mot invandringen av kenyanska asiater till Storbritannien efter att dess ledare Jomo Kenyattas diskriminerande politik ledde till att asiater flydde från landet.
Det största grälet som Powell och Heath hade under Powells tid i skuggkabinettet var en dispyt om rollen som Black Rod, som skulle gå till underhuset för att kalla dem till Överhuset för att höra det kungliga godkännandet av lagförslag. I november 1967 anlände Black Rod under en debatt om EEG och möttes av rop om "Skäms". Vid nästa möte i skuggkabinettet sa Heath att detta "nonsens" måste stoppas. Powell antydde att Heath inte menade att det skulle upphöra. Han frågade om Heath insåg att orden som Black Rod använde gick tillbaka till parlamentet i Carlisle 1307 och var gamla redan då. Heath reagerade ursinnigt och sa att det brittiska folket "var trötta på detta nonsens och ceremonier och mummel. Han skulle inte gå med på att denna löjliga affär skulle fortsätta etc [sic]".

## Nationell person

### "Rivers of Blood"-talet 1968
Det Birmingham-baserade tv-bolaget ATV såg en förhandskopia av talet på lördagsmorgonen, och dess nyhetsredaktör beordrade ett TV-team att bege sig till lokalen där de filmade delar av talet. Tidigare i veckan sa Powell till sin vän Clement "Clem" Jones, en journalist och dåvarande redaktör på Wolverhampton Express & Star: "Jag kommer att hålla ett tal i helgen och det kommer att gå upp 'spikrakt' som en raket; Men medan alla raketer faller till jorden, kommer den här att stanna uppe."
Powell var känd för sin retoriska förmåga och sin egensinniga natur. Den 20 april 1968 höll han ett tal i Birmingham där han varnade sina åhörare för vad han trodde skulle bli konsekvenserna av en fortsatt okontrollerad massinvandring från Brittiska samväldet till Storbritannien. Framför allt är det en anspelning på den antika romerska poeten Vergilius mot slutet av talet som har blivit ihågkommet, och som ger talet dess vardagliga namn:
När jag blickar framåt, fylls jag av onda aningar. Liksom romaren tycker jag mig se "floden Tibern skumma av mycket blod". Detta tragiska och svårlösta fenomen som vi med fasa ser på andra sidan Atlanten, men som där är sammanvävt med själva staternas historia och existens, kommer över oss här av egen vilja och vår egen försummelse. I själva verket har den nästan kommit. I numerära termer kommer den att vara av amerikanska proportioner långt före århundradets slut. Endast beslutsamma och brådskande åtgärder kommer att avvärja det redan nu. Jag vet inte om det kommer att finnas en allmän vilja att kräva och få till stånd en sådan åtgärd. Allt jag vet är att det skulle vara det stora sveket att se och inte tala.
The Times kallade det "ett ondskefullt tal" och skrev: "Detta är första gången som en seriös brittisk politiker har vädjat till rashat på detta direkta sätt i vår efterkrigshistoria."
Den viktigaste politiska frågan som togs upp i talet var dock inte invandringen som sådan. Det var införandet av Race Relations Act 1968 (av Labourregeringen vid den tiden), som Powell fann stötande och omoraliskt. Lagen skulle förbjuda diskriminering på grund av ras inom vissa områden av det brittiska livet, särskilt bostäder, där många lokala myndigheter hade vägrat att tillhandahålla bostäder för invandrarfamiljer tills de hade bott i landet under ett visst antal år.
Ett inslag i hans tal var det omfattande citatet av ett brev som han fick där han i detalj redogjorde för vad en av hans väljare i Wolverhampton hade upplevt. Författaren beskrev ödet för en äldre kvinna som påstods vara den sista vita personen som bodde på hennes gata. Hon hade upprepade gånger tackat nej till ansökningar från icke-vita som ville hyra ut rum, vilket resulterade i att hon blev kallad "rasist" utanför sitt hem och fick "avföring" i brevlådan.
När Heath ringde Margaret Thatcher för att berätta att han skulle sparka Powell svarade hon: "Jag trodde verkligen att det var bättre att låta saker och ting svalna för tillfället än att förvärra krisen". Heath sparkade Powell från hans skuggkabinett dagen efter talet, och Powell innehade aldrig någon annan högre politisk post igen. Powell fick nästan 120 000 (övervägande positiva) brev och en Gallupundersökning i slutet av april visade att 74% av de tillfrågade höll med om hans tal och bara 15% höll inte med, medan 11% var osäkra. En opinionsundersökning visade att mellan 61 och 73% inte höll med om att Heath skulle sparka Powell. Enligt George L. Bernstein kände många britter att Powell "var den första brittiska politikern som faktiskt lyssnade på dem".
Efter att The Sunday Times stämplat hans tal som "rasistiska" stämde Powell dem för förtal, men drog sig tillbaka när han var tvungen att tillhandahålla de brev han hade citerat från eftersom han hade lovat anonymitet för författaren, som vägrade att avstå från det.
Efter talet "Rivers of Blood" förvandlades Powell till en nationell offentlig person och vann ett enormt stöd över hela Storbritannien. Tre dagar efter talet, den 23 april, när Race Relations Bill debatterades i underhuset, marscherade 1 000 hamnarbetare till Westminster i protest mot "trakasserierna" av Powell, med slagord som "vi vill ha Enoch Powell!" och "Enoch här, Enok där, vi vill ha Enoch överallt". Dagen därpå lämnade 400 köttbärare från Smithfield Market in en 92-sidig petition till stöd för Powell, mitt under andra massdemonstrationer av arbetarklassens stöd, till stor del från fackföreningsmedlemmar, i London och Wolverhampton.
Den konservative politikern Michael Heseltine (den framtida vice premiärministern under John Major) uppgav i efterdyningarna av talet att om Powell hade ställt upp som ledare för det konservativa partiet skulle han ha vunnit "en jordskredsseger" och om han hade ställt upp för att bli premiärminister skulle han ha vunnit en "nationell 
jordskredsseger".

### 'Morecambe Budgeten'
Powell höll ett tal i staden Morecambe den 11 oktober 1968 om ekonomin, där han lade fram en alternativ, radikal marknadsliberal politik som senare skulle kallas "Morecambe-budgeten". Powell använde räkenskapsåret 1968-69 för att visa hur inkomstskatten skulle kunna halveras från 8s 3d till 4s 3d i pundet (sänkning av grundsatsen från 41 till 21%):484 och hur reavinstskatten och den selektiva sysselsättningsskatten skulle kunna avskaffas utan att minska utgifterna för försvaret eller socialtjänsten. Dessa skattesänkningar krävde en besparing på 2 855 000 000 pund och detta skulle finansieras genom att eliminera förlusterna i de nationaliserade industrierna och privatisera de vinstdrivande statliga koncernerna. Avskaffa alla bostadssubventioner utom för dem som inte har råd med sin egen bostad. Att upphöra med allt utländskt bistånd. Avskaffa alla bidrag och subventioner inom jordbruket. Att upphöra med allt bistånd till utvecklingsområden. Upphörande av alla investeringsbidrag och avskaffande av det nationella rådet för ekonomisk utveckling och pris- och inkomstnämnden. Skattesänkningarna skulle också göra det möjligt för staten att låna från allmänheten för att spendera på kapitalprojekt som sjukhus och vägar och spendera på "en fast och human behandling av brottslingar".

### Reform av Överhuset
I mitten av 1968 publicerades Powells bok The House of Lords in the Middle Ages, efter tjugo års arbete. Vid presskonferensen i samband med publiceringen sade Powell att om regeringen lade fram ett lagförslag för att reformera Överhuset skulle han bli dess "resoluta fiende". Senare under 1968, när Labourregeringen offentliggjorde sina lagförslag för den nya sessionen, var Powell arg över att Heath accepterade den plan som utarbetats av de konservativa Iain Macleod och Labours Richard Crossman för att reformera Överhuset, med titeln Parliament (No. 2) Bill. Crossman, som öppnade debatten den 19 november, sa att regeringen skulle reformera Överhuset på fem sätt: ta bort rösträtten för ärftliga pärer; se till att inget parti hade permanent majoritet; se till att den dåvarande regeringen vanligtvis antog sina lagar; försvaga Överhusets makt att fördröja nya lagar; och avskaffande av befogenheten att vägra underordnad lagstiftning om den hade antagits av underhuset. Powell talade i debatten och motsatte sig dessa planer. Han sade att reformerna var "onödiga och icke önskvärda" och att det inte fanns någon tyngd i påståendet att Överhuset kunde "kontrollera eller omintetgöra underhusets fasta avsikter".
Powell sa att endast val eller nominering kunde ersätta Överhusets ärftliga natur. Om de blev valda skulle det ställa dem inför dilemmat vilket parlament som verkligen var representativt för väljarna. Han hade också en annan invändning: "Hur kan samma väljarkår representeras på två sätt så att de två grupperna av representanter kan stå i konflikt med och vara oense med varandra?" De nominerade skulle vara bundna till sitt partis inpiskare genom en sorts ed, och Powell frågade "vad för slags män och kvinnor ska de vara som skulle underkasta sig att nomineras till en annan kammare på villkor att de bara kommer att vara attrapper, automatiska delar av en röstningsmaskin?" Han förklarade också att det var "en stor absurditet" att inkludera trettio ledamöter från Crossbencher i förslagen, eftersom de skulle ha valts "just på grund av att de inte har några starka principiella åsikter om hur landet bör styras".
Powell sa att Överhuset inte fick sin auktoritet från ett strikt ärftligt system utan från dess normativa natur: "Det har länge varit så, och det fungerar". Han tillade sedan att det inte fanns någon utbredd önskan om reformer: han pekade på en nyligen genomförd undersökning bland arbetarklassväljare som visade att endast en tredjedel av dem ville reformera eller avskaffa Överhuset, medan en annan tredjedel trodde att Överhuset var en "inneboende del av Storbritanniens nationella traditioner". Powell drog slutsatsen av detta: "Som så ofta har den vanliga gräsrötten i väljarkåren sett en sanning, ett viktigt faktum, som har undgått så många fler smarta människor – det underliggande värdet av det som är traditionellt, det som är föreskrivande."
Efter fler tal mot lagförslaget under början av 1969, och inför det faktum att ett block av Labours vänstermedlemmar också var emot en reform av Överhuset, eftersom de ville att det skulle avskaffas helt och hållet, meddelade Wilson den 17 april att lagförslaget skulle dras tillbaka. Wilsons uttalande var kortfattat, och Powell inflikade: "Ät dem inte för snabbt", vilket framkallade många skratt i kammaren. Senare samma dag sa Powell i ett tal till Primrose League:
Det fanns en instinkt, oartikulerad men djup och sund, att det traditionella, normativa överhuset inte utgjorde något hot och inte skadade några intressen, men att det ändå, trots alla sina ologiskheter och anomalier, ibland kunde göra sig gällande i ett nyttigt syfte. Samma sunda instinkt avvärjdes av tanken på en nymodig andra kammare, artificiellt konstruerad av makt, parti och beskydd, för att fungera på ett särskilt sätt. Det var inte första gången som vanligt folk i detta land visade sig vara de säkraste försvararna av sina traditionella institutioner.
Levnadstecknaren Simon Heffer beskrev nederlaget för Överhusets reform som "kanske den största triumfen i Powells politiska karriär".
År 1969, när det först föreslogs att Storbritannien skulle gå med i Europeiska ekonomiska gemenskapen, motsatte sig Powell det offentligt.

### Utträdet ur konservativa partiet
En Gallupundersökning i februari 1969 visade att Powell var den "mest beundrade personen" i den brittiska opinionen.
I en försvarsdebatt i mars 1970 sa Powell att "hela teorin om det taktiska kärnvapnet, eller den taktiska användningen av kärnvapen, är en ren absurditet" och att det var "avlägset osannolikt" att någon grupp av nationer som var engagerade i krig skulle "besluta om allmänt och ömsesidigt självmord", och förespråkade en utvidgning av Storbritanniens konventionella styrkor. Men när hans konservative kollega Julian Amery senare i debatten kritiserade Powell för hans uttalanden mot kärnkraft, svarade Powell: "Jag har alltid betraktat innehavet av kärnvapenkapacitet som ett skydd mot kärnvapenutpressning. Det är ett skydd mot att hotas med kärnvapen. Vad den inte är ett skydd mot är krig".
Parlamentsvalet 1970 ägde rum den 18 juni och vanns oväntat av de konservativa, med en sen ökning av deras stöd. Powells anhängare hävdar att han bidrog till denna överraskande seger. I en "uttömmande forskning" om valet ansåg den amerikanske opinionsundersökaren Douglas Schoen och akademikern R. W. Johnson vid University of Oxford att det var "obestridligt" att Powell hade lockat 2,5 miljoner röster till de konservativa, men att de konservativa rösterna bara hade ökat med 1,7 miljoner sedan 1966. Den konservativa segern ska dock inte ha varit till Powells fördel, som enligt vänner "satt i hans huvud i hans händer" i många dagar efteråt.
Powell hade röstat emot Schumandeklarationen 1950 och hade stött inträde i Europeiska kol- och stålgemenskapen endast för att han ansåg att det bara var ett sätt att säkra frihandel. I mars 1969 motsatte han sig Storbritanniens inträde i Europeiska ekonomiska gemenskapen. Motståndet mot inträde hade dittills i stort sett varit begränsat till Labourpartiet, men nu sade han, stod det klart för honom att parlamentets suveränitet var ifrågasatt, liksom Storbritanniens överlevnad som nation. Denna nationalistiska analys drog till sig miljontals konservativa medelklassväljare och andra, och mer än något annat gjorde den Powell till en oförsonlig fiende till Heath, en brinnande pro-europé. Men det fanns redan fiendskap mellan de två.
Under 1970 höll Powell tal om EEG i Lyon (på franska), Frankfurt am Main (på tyska), Turin (på italienska) och Haag.
De konservativa hade lovat vid valet 1970 angående den gemensamma marknaden: "Vårt enda åtagande är att förhandla. Varken mer eller mindre." Den andra behandlingen av lagförslaget om att göra fördraget till lag antogs med bara åtta röster i den andra behandlingen, och Powell förklarade att han var fientligt inställd till sitt partis linje. Han röstade emot regeringen i var och en av de 104 frågorna som lades fram i samband med lagförslaget om Europeiska gemenskaperna. När Storbritannien slutligen gick med i EEG i januari 1973, efter tre års kampanjande i frågan, bestämde han sig för att han inte längre kunde sitta i ett parlament som han ansåg inte längre var suveränt.
En opinionsundersökning från Daily Express 1972 visade att Powell var den mest populära politikern i landet. I mitten av 1972 förberedde han sig för att avgå som konservativ Whip och ändrade sig endast på grund av rädsla för en förnyad våg av invandring från Uganda efter Idi Amins trontillträde, som hade utvisat Ugandas asiatiska invånare. Han bestämde sig för att stanna kvar i parlamentet och i det konservativa partiet, och förväntades stödja partiet i Wolverhampton i det nyval i februari 1974 som Edward Heath utlyste. Men den 23 februari 1974, med bara fem dagar kvar till valet, vände Powell dramatiskt sitt parti ryggen och angav som skäl att det hade tagit Storbritannien in i EEG utan att ha mandat att göra det, och att det hade övergett andra åtaganden i valmanifestet, så att han inte längre kunde stödja det i valet. Den monetaristiske ekonomen Milton Friedman skickade ett brev till Powell där han berömde honom som principfast, och noterbart är att det fanns en utbrytarfraktion från det konservativa partiet i Gloucester som valde en kandidat som ställde upp under partinamnet "Powell Conservative" och fick 366 röster, 0,7% av den totala röstandelen i valkretsen. Det fanns också en kandidat i grannvalkretsen Stroud som fick 470 röster, 0,8% av den totala röstandelen i valkretsen.
Powell hade ordnat så att hans vän Andrew Alexander fick tala med Joe Haines, pressekreterare till Labourledaren Harold Wilson, om tidpunkten för Powells tal mot Heath. Powell hade pratat med Wilson från och till sedan juni 1973 under tillfälliga möten på herrtoaletterna i "aye"-lobbyn i underhuset. Wilson och Haines hade försäkrat sig om att Powell skulle dominera tidningarna på söndagen och måndagen före valdagen genom att inte låta någon Labour-ledare hålla ett stort tal den 23 februari, dagen för Powells tal. Powell höll detta tal i Mecka Dance Hall i Bull Ring i Birmingham inför en publik på 1 500 personer, och vissa pressrapporter uppskattade att ytterligare 7 000 måste avvisas. Powell sa att frågan om brittiskt medlemskap i EEG var en fråga där "om det finns en konflikt mellan landets kallelse och partiets kallelse, måste landets kallelse komma först":
Märkligt nog råkar det vara så att frågan "Vem styr Storbritannien?", som för närvarande ställs på ett lättsinnigt sätt, på allvar kan tas som titeln på vad jag har att säga. Detta är det första och sista valet där det brittiska folket kommer att få möjlighet att bestämma om deras land ska förbli en demokratisk nation, som styrs av de egna väljarnas vilja som uttrycks i det egna parlamentet, eller om det ska bli en provins i en ny europeisk superstat under institutioner som inte vet något om de politiska fri- och rättigheter som vi så länge har tagit för givna..:454
Powell fortsatte med att kritisera den konservativa regeringen för att ha fått brittiskt medlemskap, trots att partiet vid valet 1970 hade lovat att det skulle "förhandla: varken mer eller mindre" och att "parlamentets och folkets helhjärtade samtycke" skulle behövas om Storbritannien skulle gå med. Han fördömde också Heath för att ha anklagat sina politiska motståndare för att sakna respekt för parlamentet, samtidigt som han var "den första premiärministern på trehundra år som övervägde, än mindre genomförde, avsikten att beröva parlamentet dess ensamrätt att stifta lagar och införa skatter i detta land".:456–457 Han förespråkade sedan en röst på Labourpartiet:
Frågan är: Kan de nu hindras från att ta tillbaka beslutet om sin identitet och sitt styrelseskick, som egentligen varit deras hela tiden, i sina egna händer? Jag tror inte att de kan förhindras, eftersom de nu, vid ett allmänt val, får ett klart, bestämt och genomförbart alternativ, nämligen en grundläggande omförhandling som syftar till att återfå fritt tillträde till världens livsmedelsmarknader och återta eller behålla parlamentets befogenheter, en omförhandling som i varje fall kommer att följas av ett konkret underkastande av resultatet för väljarna. En omförhandling som skyddas av ett omedelbart moratorium eller ett stopp för all vidare integration av Förenade kungariket i gemenskapen. Detta alternativ erbjuds, som ett sådant alternativ måste vara i vår parlamentariska demokrati, av ett politiskt parti som kan säkra en majoritet i underhuset och upprätthålla en regering.:458
Denna uppmaning att rösta på Labour överraskade en del av Powells anhängare, som var mer angelägna om att besegra socialismen än den förmodade förlusten av nationellt oberoende. Den 25 februari höll han ytterligare ett tal i Shipley, där han återigen uppmanade till att rösta på Labour, och sade att han inte trodde på påståendet att Wilson skulle svika sitt löfte om omförhandling, vilket Powell ansåg var ironiskt på grund av Heaths tid som premiärminister: "I akrobatik är Harold Wilson, trots all sin smidighet och skicklighet, helt enkelt ingen match för de hisnande, genomgripande effektivitet hos den nuvarande premiärministern". I detta ögonblick ropade en häcklare: "Judas!" Powell svarade: "Judas fick betalt! Judas fick betalt! Jag gör en uppoffring!" Senare i talet sa Powell: "Jag föddes som tory, är tory och kommer att dö som tory. Det är en del av mig ... det är något jag inte kan ändra på". 1987 sa Powell att det inte fanns någon motsättning mellan att uppmana folk att rösta på Labour och samtidigt proklamera att de var torymedlemmar: "Många Labourmedlemmar är ganska bra Tories".
Powell sade i en intervju den 26 februari att han skulle rösta på Helene Middleweek, Labours kandidat, snarare än den konservative Nicholas Budgen. Powell stannade inte uppe på valnatten för att se resultatet på TV, och när han den 1 mars plockade upp sitt exemplar av The Times ur brevlådan och såg rubriken "Mr Heaths valsatsning misslyckas", reagerade han med att sjunga Te Deum. Han sa senare: "Jag hade fått min hämnd på den man som hade förstört Storbritanniens självstyre". Valresultatet blev ett hängt parlament. Trots att de konservativa hade fått flest röster, slutade Labour fem mandat före dem. Den nationella svängningen till Labour var 1%; 4% i Powells hjärta, West Midlands-området; och 16% i hans gamla valkrets (även om Budgen vann mandatet). Enligt The Telegraph-journalisten Simon Heffer trodde både Powell och Heath att Powell hade varit ansvarig för att de konservativa förlorade valet.

## Ulsterunionist

### 1974–1979
I ett plötsligt parlamentsval i oktober 1974 återvände Powell till parlamentet som parlamentsledamot för Ulster Unionist (UUP) för South Down, efter att ha avvisat ett erbjudande om att kandidera för det högerextrema Nationella fronten, som bildats sju år tidigare och som starkt motsatte sig icke-vit invandring. Han upprepade sin uppmaning att rösta på Labour på grund av deras politik i EEG-frågan.
Sedan 1968 hade Powell varit en allt mer frekvent besökare i Nordirland, och i linje med sin allmänna brittiska nationalistiska ståndpunkt ställde han sig starkt på Ulsterunionisternas sida i deras önskan att förbli en del av Storbritannien. Från början av 1971 motsatte han sig med allt större häftighet Heaths närmande till Nordirland, och den största brytningen med hans parti kom efter införandet av direktstyre 1972. Han var övertygad om att det bara skulle överleva om unionisterna strävade efter att integreras helt med Storbritannien genom att överge det decentraliserade styret i Nordirland. Han vägrade att gå med i Oranieorden, den första parlamentsledamoten från Ulster Unionist i Westminster som aldrig varit medlem (och till dags dato en av endast fyra, de andra var Ken Maginnis, Danny Kinahan och Sylvia Hermon), och han var en uttalad motståndare till den mer extremistiska lojalitet som Ian Paisley och hans anhängare hyllade.
I efterdyningarna av pubbombningarna i Birmingham som utfördes av Provisoriska IRA (PIRA) den 21 november 1974 antog regeringen lagen om förebyggande av terrorism (Prevention of Terrorism Act, PTA). Under dess andra läsning varnade Powell för att anta lagstiftning "i all hast och under omedelbart tryck av indignation i frågor som berör subjektets grundläggande friheter; ty både brådska och vrede är dåliga rådgivare, i synnerhet när man lagstiftar för subjektets rättigheter". Han sa att terrorism är en form av krigföring som inte kan förhindras genom lagar och straff utan genom angriparens visshet om att kriget är omöjligt att vinna.
När Heath utlyste ett ledarval i slutet av 1974 hävdade Powell att de skulle behöva hitta någon som inte var medlem av kabinettet som "utan en enda avgång eller offentligt avståndstagande, inte bara svalde utan förespråkade varje enskild omsvängning av vallöften eller partiprinciper". I februari 1975, efter att ha vunnit partiledarvalet, vägrade Margaret Thatcher att erbjuda Powell en plats i skuggkabinettet eftersom "han vände sitt eget folk ryggen" genom att lämna det konservativa partiet exakt 12 månader tidigare och säga åt allmänheten att rösta på Labour. Powell svarade att hon hade rätt när hon uteslöt honom: "För det första är jag inte medlem i det konservativa partiet och för det andra, tills det konservativa partiet har arbetat sig igenom mycket långt kommer det inte att återförenas med mig". Powell tillskrev också Thatchers framgång som tur och sa att hon stod inför "ytterst oattraktiva motståndare vid den tiden".
Under folkomröstningen 1975 om brittiskt medlemskap i EEG kampanjade Powell för ett nej. Powell var en av de få prominenta anhängarna av nej-sidan, tillsammans med Michael Foot, Tony Benn, Peter Shore och Barbara Castle. Väljarna röstade "ja" med en marginal på mer än två mot en.
Den 23 mars 1977, i en förtroendeomröstning mot Labours minoritetsregering, avstod Powell, tillsammans med några andra unionister från Ulster, från att rösta. Regeringen vann med 322 röster mot 298 och satt kvar vid makten i ytterligare två år.
Powell sa att det enda sättet att stoppa den Provisoriska irländska republikanska armén var att Nordirland blev en integrerad del av Storbritannien, som behandlades på samma sätt som alla andra delar av landet. Han sade att den tvetydiga karaktären av regionens status, med ett eget parlament och en egen premiärminister, gav IRA hopp om att den skulle kunna avskiljas från resten av Storbritannien:
Varje ord eller handling som ger sken av att deras enhet med resten av Förenade kungariket skulle kunna vara förhandlingsbar är i sig, medvetet eller omedvetet, en bidragande orsak till att våldet i Nordirland fortsätter.
I valet 1987, som han förlorade, kampanjade Powell i Bangor för Jim Kilfedder, parlamentsledamot för det devolutionistiska North Down Ulster Popular Unionist Party, och mot Bob McCartney, som ställde upp som en riktig unionist för en politik för integration och lika medborgarskap för Nordirland.
Under Powells senare karriär som parlamentsledamot för Ulster Unionist fortsatte han att kritisera USA och hävdade att amerikanerna försökte övertala britterna att ge upp Nordirland till en helirländsk stat eftersom villkoret för Republiken Irlands medlemskap i NATO, sade Powell, var Nordirland. Amerikanerna ville täppa till den "gapande klyftan" i Natos försvar som var Republiken Irlands kust mot norra Spanien. Powell hade en kopia av ett politiskt uttalande från USA:s utrikesdepartement från den 15 augusti 1950, i vilket den amerikanska federala regeringen sade att den "agitation" som orsakades av delningen av Irland "minskar Irlands användbarhet i internationella organisationer och komplicerar den strategiska planeringen för Europa". "Det är önskvärt", fortsatte dokumentet, "att Irland integreras i försvarsplaneringen i det nordatlantiska området, eftersom dess strategiska läge och nuvarande brist på försvarskapacitet är viktiga frågor."
Även om han röstade med de konservativa i en förtroendeomröstning som fällde Labourregeringen den 28 mars, välkomnade Powell inte Thatchers seger i valet 1979. "Dyster" var Powells svar när han fick frågan om vad han tyckte om det, eftersom han trodde att hon skulle ge upp som Heath gjorde 1972. Under valkampanjen upprepade Thatcher, när hon frågades ut, återigen sitt löfte att det inte skulle finnas någon plats för Powell i hennes kabinett om de konservativa vann. Dagarna efter valet skrev Powell till James Callaghan för att beklaga hans nederlag, hylla hans premiärministerskap och önska honom lycka till.

### 1979–1982
Efter ett upplopp i Bristol 1980 hävdade Powell att medierna ignorerade liknande händelser i södra London och Birmingham, och sade: "Långt mindre än den förutsebara etniska andelen i det nya Samväldet och Pakistan skulle vara tillräcklig för att utgöra en dominerande politisk kraft i Storbritannien som skulle kunna utverka villkor från en regering och de största partierna som var beräknade att göra dess inflytande ännu mer ointagligt. En mycket mindre andel än denna andel skulle utgöra en bas och ett citadell för terrorism i städerna, vilket i sin tur skulle förstärka det öppna politiska inflytandet av enkla siffror. Han kritiserade "de falska knepen och löftena från dem som till synes har monopol på kommunikationskanalerna. Vem är då benägen att lyssna, än mindre att svara, på bevisen för att inget mindre än stora befolkningsförflyttningar kan ändra de linjer längs vilka vi förs mot katastrofen?"
På 1980-talet började Powell förespråka en ensidig kärnvapennedrustningspolitik. I en debatt om kärnvapenavskräckning den 3 mars 1981 hävdade Powell att debatten nu var mer politisk än militär; att Storbritannien inte hade något oberoende avskräckningsmedel och att Storbritannien genom Nato var knutet till USA:s kärnvapenavskräckningsteori. I debatten om talet strax efter valet 1983 tog Powell upp Thatchers beredvillighet att, när han blev tillfrågad, använda kärnvapen som en "sista utväg". Powell presenterade ett scenario för vad han trodde att den sista utvägen skulle vara, nämligen att Sovjetunionen skulle vara redo att invadera Storbritannien och hade använt ett kärnvapen på någonstans som Rockall för att visa sin vilja att använda det:
Vad skulle Storbritannien göra? Skulle den avlossa Polaris, Trident eller vad det nu kan vara mot de viktigaste befolkningscentra på den europeiska kontinenten eller i det europeiska Ryssland? Om så är fallet, vad skulle konsekvensen bli? Konsekvensen skulle inte bli att vi skulle överleva, att vi skulle slå tillbaka vår antagonist – inte heller skulle det bli att vi skulle undkomma nederlag. Följden skulle bli att vi, så långt det är mänskligt möjligt, skulle se till att hoppet om framtiden på dessa öar i praktiken förstörs och elimineras. ... Jag skulle mycket hellre vilja att makten att använda den inte alls låg i händerna på någon enskild person i det här landet.
Powell fortsatte med att säga att om den sovjetiska invasionen redan hade börjat och Storbritannien tillgrep en vedergällningsattack, skulle resultaten bli desamma: "Vi borde fördöma, inte bara till döden, utan så nära som möjligt vår befolknings icke-existens". För Powell skulle en invasion ske med eller utan Storbritanniens kärnvapen och därför var det ingen idé att behålla dem. Han sade att han efter år av övervägande hade kommit till slutsatsen att det inte fanns några "rationella skäl på vilka deformeringen av våra försvarsförberedelser i Storbritannien genom vår beslutsamhet att upprätthålla en nuvarande oberoende kärnvapenavskräckning kan rättfärdigas".
Den 28 mars 1981 höll Powell ett tal till de unga konservativa i Ashton-under-Lyne där han kritiserade "tystnadens konspiration" mellan regeringen och oppositionen om den framtida tillväxten genom födslar av invandringsbefolkningen, och tillade: "'Vi har inte sett någonting ännu' är en fras som vi med fördel kan upprepa för oss själva varje gång vi försöker skapa oss en bild av den framtiden". Han kritiserade också dem som trodde att det var "för sent att göra något" och att "det finns en visshet om våld i en omfattning som bara kan beskrivas som inbördeskrig". Han sade också att lösningen var "en minskning av det framtida antalet, vilket skulle innebära en återutvandring som knappast är mindre massiv än den invandring som ägde rum från början". Skugginrikesministern, Labours parlamentsledamot Roy Hattersley, kritiserade Powell för att ha använt "Münchens ölhallsspråk". Den 11 april utbröt ett upplopp i Brixton, och när en intervjuare den 13 april citerade Thatcher Powells yttrande att "Vi har ännu inte sett någonting", svarade hon: "Jag hörde honom säga det och jag tyckte att det var en mycket, mycket oroväckande kommentar. Och jag hoppas av hela mitt hjärta att det inte är sant".
I juli ägde ett upplopp rum i Toxteth, Liverpool. Den 16 juli 1981 höll Powell ett tal i underhuset där han sa att upploppen inte kunde förstås om man inte tar hänsyn till det faktum att i vissa stora städer var mellan en fjärdedel och hälften av dem under 25 år invandrare eller härstammade från invandrare. Han läste upp ett brev som han hade fått från en person ur allmänheten om invandring och som innehöll meningen: "Eftersom de fortsätter att föröka sig och eftersom vi inte kan dra oss tillbaka ytterligare måste det bli konflikt". Labours parlamentsledamot Martin Flannery ingrep och sa att Powell höll "ett tal för Nationella fronten". Powell förutspådde att "Londons innerstad skulle bli oregerlig eller våldsamheter som bara kan beskrivas som inbördeskrig", och Flannery ingrep igen för att fråga vad Powell visste om innerstäderna.
Powell svarade: "Jag var ledamot för Wolverhampton i ett kvarts sekel. Vad jag såg under de första åren av utvecklingen av detta problem i Wolverhampton har gjort det omöjligt för mig att någonsin ta avstånd från detta gigantiska och tragiska problem. Han kritiserade också uppfattningen att orsakerna till upploppen var ekonomiska: "Menar vi på allvar att så länge det finns fattigdom, arbetslöshet och umbäranden kommer våra städer att slitas i stycken, att polisen i dem kommer att bli föremål för attacker och att vi kommer att förstöra vår egen miljö? Självklart inte". Dame Judith Hart angrep hans tal som "en ondskefull uppmaning till upplopp". Powell svarade: "Jag är inom Parlamentets bedömning, liksom jag är inom Folkets Dom, och jag är nöjd med att stå inför endera domstolen."
Efter att Scarman-rapporten om upploppen hade publicerats höll Powell ett tal den 10 december i underhuset. Powell höll inte med Scarman, eftersom rapporten hävdade att den svarta befolkningen var alienerad eftersom den var ekonomiskt missgynnad. Powell hävdade istället att det svarta samhället var alienerat för att det var främmande. Han sa att spänningarna skulle förvärras eftersom den icke-vita befolkningen växte: medan den i Lambeth var 25%, var den 40% av dem i gymnasieåldern. Powell sa att regeringen borde vara ärlig mot folket genom att berätta för dem att om trettio år skulle den svarta befolkningen i Lambeth ha fördubblats i storlek.
John Casey återger en ordväxling mellan Powell och Thatcher under ett möte med Conservative Philosophy Group:
Edward Norman (som då var dekan i Peterhouse) hade försökt att framföra ett kristet argument för kärnvapen. Diskussionen gick vidare till "västerländska värderingar". Margaret Thatcher sa (i själva verket) att Norman hade visat att bomben var nödvändig för att försvara våra värderingar. Powell: "Nej, vi kämpar inte för värderingar. Jag skulle kämpa för det här landet även om det hade en kommunistisk regering." Thatcher (det var strax före den argentinska invasionen av Falklandsöarna): "Nonsens, Enoch. Om jag skickar brittiska trupper utomlands kommer det att vara för att försvara våra värderingar." "Nej, herr premiärminister, värden existerar i en transcendental värld, bortom tid och rum. De kan varken bekämpas eller förgöras." Margaret Thatcher såg helt förbryllad ut. Hon hade just fått se skillnaden mellan toryism och amerikansk republikanism.

### Falklandskriget
När Falklandsöarna invaderades av Argentina i april 1982 fick Powell hemliga genomgångar på sitt partis vägnar. Den 3 april sade Powell i Underhuset att tiden för undersökningar av regeringens misslyckande med att skydda Falklandsöarna skulle komma senare och att även om det var rätt att lägga fram frågan inför FN, borde Storbritannien inte vänta på att denna organisation överlägger utan vidta kraftfulla åtgärder nu. Han vände sig sedan mot Thatcher: "Premiärministern, kort efter att hon tillträtt, fick en soubriquet som 'Järnladyn'. Den uppstod i samband med hennes uttalanden om försvaret mot Sovjetunionen och dess allierade; Men det fanns ingen anledning att antaga att Ladyn inte välkomnade den och var faktiskt stolt över den beskrivningen. Under de närmaste veckorna eller två kommer detta hus, nationen och Ladyn själv kommer att få veta av vilken metall hon är gjord." Enligt Thatchers vänner hade detta en "förödande inverkan" på henne och uppmuntrade hennes beslutsamhet.
Den 14 april sade Powell i Underhuset: "det är svårt att klandra militären och särskilt de marina åtgärder som regeringen har vidtagit". Han tillade: "Det finns en viss risk för att vi alltför mycket kommer att vila vår ståndpunkt på Falklandsöarnas invånares existens, natur och önskningar ... om befolkningen på Falklandsöarna inte önskade vara brittiska, skulle principen att drottningen inte önskar några ovilliga undersåtar för länge sedan ha segrat. Men vi skulle skapa stora svårigheter för oss själva i andra sammanhang, liksom i detta sammanhang, om vi helt och hållet vilade vårt agerande på idén att återställa acceptabla, acceptabla villkor och självbestämmande för våra brittiska landsmän på Falklandsöarna. ... Jag tror inte att vi behöver vara alltför snälla när vi säger att vi försvarar vårt territorium och vårt folk. Det finns inget irrationellt, inget att skämmas för, i att göra det. I själva verket är det i sista hand omöjligt att skilja mellan försvar av territorium och försvar av folk."
Powell kritiserade också FN:s säkerhetsråds resolution som uppmanade till en "fredlig lösning". Han sa att även om han ville ha en fredlig lösning, så verkar resolutionens innebörd "vara en förhandlad lösning eller kompromiss mellan två oförenliga ståndpunkter – mellan den ståndpunkt som finns i internationell rätt, att Falklandsöarna och deras besittningar är brittiskt suveränt territorium och någon helt annan ståndpunkt ... Det kan inte menas att ett land bara behöver lägga beslag på ett annat lands territorium för att världens nationer ska säga att man måste finna en mellanposition. ... Om detta vore innebörden i säkerhetsrådets resolution skulle Förenta nationernas stadga inte vara en fredsstadga. Det skulle vara en piratstadga. Det skulle betyda, att varje anspråk var som helst i världen endast behövde drivas igenom med våld, och att man omedelbart skulle vinna poäng och upprätta en förhandlingsposition av angriparen.
Den 28 april talade Powell i Underhuset mot den nordirländske ministerns (Jim Prior) planer på decentralisering till en maktdelningsförsamling i Nordirland: "Vi försäkrade folket på Falklandsöarna att det inte skulle bli någon förändring av deras status utan deras samtycke. Men samtidigt som dessa försäkringar upprepades, motsade eller motsade regeringens och dess representanters agerande på andra håll dessa försäkringar och visade att åtminstone en del av regeringen såg fram emot ett helt annat resultat som inte kunde godkännas av öarnas befolkning. I grund och botten har exakt samma sak hänt under årens lopp i Nordirland. Han sa vidare att maktdelning var ett förnekande av demokrati.
Dagen därpå motsatte sig Powell Labourledaren Michael Foots påstående att den brittiska regeringen agerade under FN:s auktoritet: "Rätten till självförsvar – att slå tillbaka aggression och att fördriva en inkräktare från ens territorium och sitt folk som han har ockuperat och tagit till fånga – är, som regeringen har sagt, en inneboende rättighet. Det är en som existerade innan man kunde drömma om Förenta nationerna."
Den 13 maj sade Powell att armén hade skickats "för att återta Falklandsöarna, för att återupprätta den brittiska administrationen av öarna och för att se till att den avgörande faktorn för öarnas framtid skulle vara invånarnas önskemål", men utrikesministern (Francis Pym) önskade ett "interimsavtal": "Såvitt jag förstår står interimsavtalet i strid med, om inte motsägelse, mot vart och ett av de tre mål med vilka insatsstyrkan sändes till Sydatlanten. Det skulle bli ett fullständigt och övervakat tillbakadragande av de argentinska styrkorna ... motsvaras av ett motsvarande tillbakadragande av de brittiska styrkorna. Det finns inget tillbakadragande av brittiska styrkor som "motsvarar" tillbakadragandet från öarnas territorium av dem som olagligen har ockuperat dem. Vi har rätt att vara där. Detta är våra vatten, territoriet är vårt och vi har rätt att segla på haven med våra flottor när vi finner det lämpligt. Så hela idén om ett 'motsvarande tillbakadragande', ett tillbakadragande av den enda styrka som möjligen kan återupprätta ställningen, som möjligen kan garantera något av de mål som det har talats om på båda sidor av kammaren, står i motsättning till beslutsamheten att återta Falklandsöarna."
Efter att de brittiska styrkorna framgångsrikt återerövrat Falklandsöarna frågade Powell Thatcher i Underhuset den 17 juni och påminde om sitt uttalande till henne den 3 april: "Är Ladyn medveten om att rapporten nu har mottagits från den offentliga analytikern om ett visst ämne som nyligen varit föremål för analys och att jag har fått en kopia av rapporten? Den visar att det ämne som testas består av järnhaltiga ämnen av högsta kvalitet, att det har en exceptionell draghållfasthet, är mycket motståndskraftigt mot slitage och påfrestningar och att det med fördel kan användas för alla nationella ändamål?" Hon svarade: »Jag tror, att jag är mycket tacksam mot den höge herrn. Jag håller med om vartenda ord han sa". Deras gemensamme vän Ian Gow tryckte och ramade in denna och den ursprungliga frågan och presenterade den för Thatcher, som hängde upp den på sitt kontor.
Powell skrev en artikel i The Times den 29 juni där han sade: "Falklandsöarna har fört upp vår latenta uppfattning om oss själva som ett havsdjur till ytan i det brittiska medvetandet. ... Inget angrepp på en besittning som låg åt land skulle ha framkallat samma automatiska trots, färgat av en gnutta självtillräcklighet som tillhör alla nationer. USA:s svar var "en helt annan men lika djup instinktiv reaktion ... USA har en nästan neurotisk känsla av sårbarhet ... dess två kustlinjer, dess två teatrar, dess två flottor är åtskilda av hela den nya världen ... Hon bor med ... mardrömmen om att en dag ha på sig att utkämpa ett avgörande sjöslag utan att behöva koncentrera sig, det eviga spöket av ett 'tvåfrontskrig' till sjöss." Powell tillade: "Panamakanalen från 1914 och framåt kunde aldrig riktigt driva ut spöket. ... Det var Falklandsöarnas läge i förhållande till denna rutt som gav och ger dem deras betydelse – framför allt för Förenta staterna. Det brittiska folket har blivit oroväckande medvetet om att deras amerikanska allierade skulle föredra att Falklandsöarna övergick ur Storbritanniens besittning till händer som, om de inte var helt amerikanska, skulle kunna vara mottagliga för amerikansk kontroll. Faktum är att den amerikanska kampen för att ta öarna från Storbritannien har börjat på allvar först nu när striderna är över. Powell sa sedan att det fanns "den latinamerikanska faktorn": "Om vi kunde samla all den oro för framtiden som i Storbritannien kretsar kring rasrelationer ... och sedan tillskriva dem, översatta till latinamerikanska termer, till amerikanerna, skulle vi få något av de fobier som hemsöker Förenta staterna och som riktade sig mot efterdyningarna av Falklandskampanjen".
I en artikel i The Guardian den 18 oktober skrev Powell att på grund av Falklandskriget "såg Storbritannien inte längre på sig själv och världen genom amerikanska glasögon" och att synen var "mer rationell; Och det var mer kongenialt; för det var ju trots allt vår egen uppfattning". Han citerade en iakttagelse om att amerikanerna trodde att deras land var "ett unikt samhälle ... där Gud har samlat alla nationaliteter, raser och intressen på jorden för ett syfte – att visa resten av världen hur man ska leva". Han fördömde den "maniska upphöjelsen av den amerikanska illusionen" och jämförde den med den "amerikanska mardrömmen". Powell ogillade också den amerikanska tron att "de är auktoriserade, möjligen av gudomen, att ingripa, öppet eller i hemlighet, i andra länders inre angelägenheter var som helst i världen". Storbritannien bör ta avstånd från amerikansk intervention i Libanon: "Det ligger inte enbart i Storbritanniens egenintresse att Storbritannien återigen hävdar sin egen ståndpunkt. En värld där den amerikanska myten och den amerikanska mardrömmen står oemotsagda av ifrågasättande eller motsägelser är inte en värld så säker eller så fredlig som det mänskliga förnuftet, klokheten och realismen kan göra den till".
I ett tal till Aldershot and North Hants Conservative Association den 4 februari 1983 beskyllde Powell FN för Falklandskriget genom generalförsamlingens resolution från december 1967 som uttryckte "sin tacksamhet för de kontinuerliga ansträngningar som gjorts av Argentinas regering för att underlätta avkoloniseringsprocessen" och uppmanade vidare Storbritannien och Argentina att förhandla. Powell sa att "det skulle vara svårt att föreställa sig en mer cyniskt ondskefull eller kriminellt absurd eller förolämpande provokativ handling". Eftersom 102 ledamöter hade röstat för denna resolution, och endast Storbritannien röstade emot den (med 32 nedlagda röster), sade han att det inte var förvånande att Argentina hade fortsatt att hota Storbritannien tills detta hot förvandlades till aggression: "Det är hos FN som skulden ligger för brottet mot freden och blodsutgjutelsen". FN visste att inget internationellt forum hade dömt mot brittisk besittning av Falklandsöarna, men hade röstat för sin tacksamhet till Argentina som ville annektera öarna från deras rättmätiga ägare. Det var därför "skamligt" för Storbritannien att tillhöra en sådan grupp som ägnade sig åt "ren illvilja för illviljans skull mot Storbritannien": "Vi var, och är, offer för vår egen oärlighet. I över trettio år har vi skenheligt och oärligt låtsats respektera, för att inte säga vördnad, för en organisation som vi hela tiden visste var en monstruös och farsartad humbug. ... Sensmoralen är att upphöra med att ägna sig åt humbug, som nästan alla glatt och självrättfärdigt har ägnat sig åt i en generation".

### Parlamentsvalet 1983
I en artikel i The Sunday Telegraph den 3 april uttryckte Powell sitt motstånd mot Labourpartiets löfte i valmanifestet om att förbjuda rävjakt. Han menade att sportfisket var mycket grövre och att det var lika logiskt att förbjuda kokning av levande hummer eller ätande av levande ostron. Den ceremoniella delen av rävjakten var "en sida av vår nationalkaraktär som är djupt antipatisk mot Labourpartiet". Vid valet 1983 ställdes Powell mot en DUP-kandidat i sin valkrets och Ian Paisley fördömde Powell som "en utlänning och en anglo-katolik".
Den 31 maj höll Powell ett tal i Downpatrick mot kärnvapen. Powell sa att krig inte kan förbjudas eftersom "krig är underförstått i det mänskliga tillståndet". "Det verkliga fallet mot kärnvapen är den mardrömslika overkligheten och kriminella lättsinnigheten i de grunder på vilka dess förvärv och mångfaldigande förespråkas och försvaras". Thatcher hade hävdat att kärnvapen var vårt försvar "i sista utväg". Powell sa att han antog att detta betydde "att Sovjetunionen, som alltid tycks antas vara fienden i fråga, visade sig vara så segerrik i ett anfallskrig i Europa att det stod på randen till att invadera dessa öar. ... Antag vidare, eftersom detta är nödvändigt för det påstådda argumentet för vårt kärnvapen som försvar i sista hand, att Förenta staterna, precis som 1940, stod vid sidan av striden, men att Storbritannien, i motsats till 1940, hade de kärnvapen som de har idag. En sådan scen måste väl ändå vara när premiärministern hävdar att Storbritannien skulle räddas genom att inneha sin nuvarande kärnvapenarsenal. Jag kan bara säga: 'Man måste vara galen för att tänka det'." Powell påpekade att Storbritanniens kärnvapen "är försumbart i jämförelse med Rysslands: om vi kunde förstöra 16 ryska städer skulle det kunna förstöra praktiskt taget varje spår av liv på dessa öar flera gånger om. Att använda vapnet skulle därför vara detsamma som mer än självmord: det skulle vara folkmord – utrotningen av vår ras – i den bokstavliga och precisa betydelsen av detta mycket missbrukade uttryck. Skulle någon vid sina sinnens fulla bruk tänka på att detta borde vara vårt val eller skulle vara vårt val?"
Powell förklarade vidare att de kontinentala nationerna hade sådan aktning för kärnvapnen att de hade konventionella styrkor "uppenbart otillräckliga för att införa mer än en kort fördröjning av ett angrepp från öst. Teorin om kärnvapenavskräckning säger att om Warszawapaktens styrkor skulle uppnå betydande militära framgångar eller göra betydande framsteg på den här sidan järnridån, skulle USA inleda självmordsduellen av strategiska kärnvapenutbyten med Sovjetunionen. Man kan bara hälsa denna tanke med ett ännu mer eftertryckligt "Man måste vara galen för att tänka på det". Att en nation som står inför ett slutligt militärt nederlag skulle välja självutrotning är otroligt nog; men att Förenta staterna, som är skilda från Europa genom Atlanten, skulle betrakta förlusten av den första brickan i det långa spelet som nödvändiggörande harakiri kan inte beskrivas med hjälp av språkets vanliga resurser. Anledningen till att regeringar, inklusive i USA, stödde kärnvapen var att "enorma ekonomiska och finansiella intressen ligger i att kärnvapen fortsätter och utvecklas. Jag tror dock att den avgörande förklaringen ligger i en annan riktning: kärnkraftshypotesen ger regeringarna en ursäkt för att inte göra vad de ändå inte har för avsikt att göra, utan av skäl som de finner det obekvämt att specificera".
Den 2 juni talade Powell mot stationeringen av amerikanska kryssningsmissiler i Storbritannien och hävdade att USA hade en tvångsmässig känsla av mission och en hallucinatorisk syn på internationella relationer: "Den amerikanska nationen, som vi har sett deras förehavanden under de senaste 25 åren, kommer inte, när en ny atlantisk kris, en ny Mellanösternkris eller en annan europeisk kris kommer, vänta på överläggningarna i det brittiska kabinettet, vars synpunkt och uppskattning av situationen kommer att skilja sig så mycket från deras egen".
1983 var hans lokala agent Jeffrey Donaldson, senare parlamentsledamot för Ulster Unionist innan han hoppade av till DUP.

### 1983–1987
År 1984 påstod Powell att den amerikanska Central Intelligence Agency (CIA) hade mördat Lord Mountbatten och att morden på parlamentsledamöterna Airey Neave och Robert Bradford utfördes på uppdrag av delar av den amerikanska federala regeringen med det strategiska målet att förhindra Neaves politik för att integrera Nordirland fullt ut i Storbritannien. År 1986 uppgav Powell att Irish National Liberation Army (INLA) inte hade dödat Neave men att "MI6 och deras vänner" var ansvariga: Powell citerade som sina källor information som hade avslöjats för honom inifrån Royal Ulster Constabulary (RUC).
År 1985 bröt raskravaller ut mellan den svarta befolkningen och polisen i London och Birmingham, vilket ledde till att Powell upprepade sin varning om att etniska inbördeskrig skulle bli det slutliga resultatet av massinvandring till de brittiska öarna, och upprepade sitt krav på ett regeringssponsrat program för repatriering. Powell kom senare i konflikt med Thatcher i november 1985 på grund av hennes stöd för det anglo-irländska avtalet. Samma dag som det undertecknades, den 14 november, frågade Powell henne i Underhuset: "Förstår den högvördiga damen – om hon ännu inte förstår kommer hon snart att göra det – att straffet för förräderi är att falla i allmänhetens förakt?", och premiärministern svarade att hon fann hans kommentarer "djupt stötande".
Tillsammans med andra unionistiska parlamentsledamöter avsade sig Powell sin plats i protest och återfick den sedan med knapp marginal i det efterföljande fyllnadsvalet. År 1986 var den före detta irländske läraren Seamus Mallon en ny medlem i Underhuset. Under sitt jungfrutal citerade Mallon den nederländske filosofen Baruch Spinoza: "Fred är inte en frånvaro av krig. Det är ... ett sinnestillstånd, en benägenhet för välvilja, förtroende, rättvisa." Powell, som satt nära Mallon, väste en invändning. När Mallon frågade varför, sa Powell att han hade felciterat Spinoza. Mallon uppgav att han inte hade gjort det, och för att försonas med dödläget mellan dem begav de sig båda till biblioteket för att verifiera citatet. Det visade sig att Mallon hade haft rätt.
År 1987 besökte Thatcher Sovjetunionen, vilket för Powell betydde en "radikal omvandling som pågår i både utrikespolitiken och försvarspolitiken i Storbritannien". I ett tal i Underhuset den 7 april sade Powell att kärnkraftshypotesen hade skakats om av två händelser. Den första var Strategic Defense Initiative eller "Star Wars": "Star wars väckte den fruktansvärda utsikten att det kunde finnas ett effektivt sätt att neutralisera den interkontinentala ballistiska missilen, varigenom de två stora jättarna som höll vad som hade blivit att ses som terrorbalansen skulle dra sig ur spelet helt och hållet: avskräckningen skulle stängas av på grund av osårbarheten hos de två leverantörerna av ömsesidig terror". USA:s "europeiska allierade fördes med för att samtycka till att Förenta staterna ägnade sig åt den rationella aktiviteten att upptäcka om det trots allt fanns något försvar mot kärnvapenangrepp ... genom den skenbara försäkran som erhållits från Förenta staterna att de endast ägnade sig åt experiment och forskning, och att om det fanns någon risk för att ett effektivt skydd skulle utarbetas, skulle Förenta staterna naturligtvis inte begagna sig av detta skydd utan sina europeiska allierades samtycke. Det var den första händelsen på senare tid som skakade den nukleära avskräckning i sina grundvalar som vi hade levt med under de senaste 30 åren.
Den andra händelsen var Michail Gorbatjovs erbjudande om att både Sovjetunionen och USA skulle gå med på att avskaffa ballistiska medeldistansmissiler. Powell sa att Thatchers "viktigaste poäng var när hon fortsatte med att säga att vi måste sikta på en konventionell styrkebalans. Så, efter alla våra resor under de senaste 30 eller 40 åren, återupplivade försvinnandet av den ballistiska medeldistansmissilen den gamla frågan om den förmodade konventionella obalansen mellan den ryska alliansen och den nordatlantiska alliansen. Powell sa vidare att även om kärnvapen inte hade existerat, skulle ryssarna fortfarande inte ha invaderat Västeuropa: "Det som har förhindrat det från att hända var ... det faktum att Sovjetunionen visste ... att en sådan aktion från dess sida skulle ha lett till ett tredje världskrig - ett långt krig, bittert utkämpat, ett krig som Sovjetunionen till slut sannolikt skulle ha förlorat på samma grund och på samma sätt som det motsvarande kriget förlorades av Napoleon, kejsar Wilhelm och Adolf Hitler. Det var denna rädsla, denna försiktighet, denna förståelse, denna uppfattning hos Ryssland och dess ledare som var det verkliga avskräckningsmedlet mot att Ryssland skulle begå den ytterst irrationella och självmordshandlingen att kasta sig in i ett tredje världskrig där Sovjetunionen sannolikt skulle finna sig i att konfronteras med en kombination av de största industriella och ekonomiska makterna i världen." Powell sade: "I ryssarnas sinnen skulle USA:s oundvikliga engagemang i ett sådant krig inte ha kommit direkt eller nödvändigtvis från stationeringen av amerikanska marinkårssoldater i Tyskland, utan, som det kom i de två föregående striderna, från USA:s slutliga inblandning i varje krig som avgör Europas framtid." Thatchers tro på kärnvapenhypotesen "i samband med användningen av amerikanska baser i Storbritannien för att inleda en aggressiv attack mot Libyen, att det var 'otänkbart' att vi kunde ha vägrat ett krav som USA ställde på detta land. Premiärministern angav varför: hon sa att det var för att vi är beroende av USA för vår frihet och frihet. En gång låt kärnvapenhypotesen ifrågasättas eller förstöras, låt den en gång bryta samman, och från det ögonblicket försvinner med den amerikanska imperativet i detta lands politik.
I början av valet 1987 hävdade Powell att de konservativas utsikter inte såg bra ut: "Jag har känslan av 1945". Under den sista helgen av valkampanjen höll Powell ett tal i London där han upprepade sitt motstånd mot kärnkraftshypotesen, kallade den "barmhärtig" och förespråkade en röst på Labourpartiet, som hade ensidig kärnvapennedrustning som politik. Han hävdade att Tjernobyl hade stärkt "en växande impuls att fly från mardrömmen om freden, som var beroende av tanken på ett fruktansvärt och ömsesidigt blodbad. Händelserna har nu utvecklats så att denna strävan äntligen kan fångas upp rationellt, logiskt och – vågar jag tillägga – patriotiskt av det brittiska folket, om de vill använda sina röster för att göra det".
Powell förlorade dock sin plats i valet med 731 röster till SDLP:s Eddie McGrady, främst på grund av demografiska och gränsförändringar som resulterade i att det fanns många fler irländska nationalister i valkretsen än tidigare. Gränsändringarna hade uppstått på grund av hans egen kampanj för att antalet parlamentsledamöter som representerade Nordirland skulle ökas till motsvarande andel för resten av Storbritannien, som en del av stegen mot ökad integration. McGrady hyllade Powell och erkände den respekt han åtnjöt av både unionister och nationalister i valkretsen. Powell sa: "För resten av mitt liv när jag ser tillbaka på de 13 åren kommer jag att vara fylld av tillgivenhet för provinsen och dess folk, och deras förmögenheter kommer aldrig att vara ur mitt hjärta". Han fick varma ovationer från den mestadels nationalistiska publiken och när han gick av podiet sa han de ord som Edmund Burke använde vid kandidaten Richard Coombes död: "Vilka skuggor vi är, vilka skuggor vi förföljer". När en BBC-reporter bad Powell att förklara sitt nederlag svarade han: "Min motståndare fick fler röster än jag".
Han erbjöds att bli Life peer, vilket ansågs vara hans rättighet som före detta statsråd, men han avböjde den. Han hävdade att eftersom han hade motsatt sig Life Peerages Act 1958 skulle det vara hyckleri av honom att ta en.

## Postparlamentärt liv

### 1987–1992

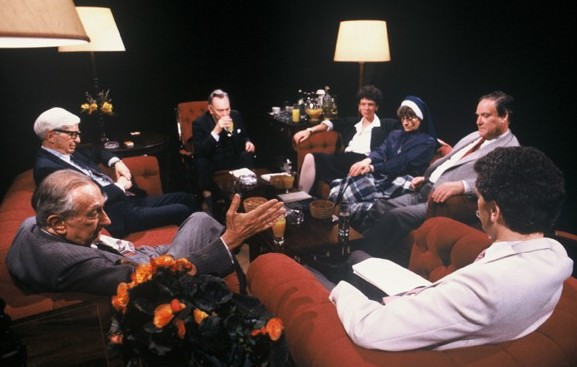
Powell debatterar i TV-diskussionsprogrammet After Dark 1987

Powell var kritisk till Special Air Service-skjutningen av tre obeväpnade IRA-medlemmar i Gibraltar i mars 1988. Han hävdade i en artikel i The Guardian den 7 december 1988 att Rysslands nya västvänliga utrikespolitik under Michail Gorbatjov förebådade "det amerikanska imperiets död och begravning". Västtysklands förbundskansler Helmut Kohl hade beslutat att besöka Moskva för att förhandla om Tysklands återförening, och signalerade till Powell att den amerikanska maktens sista andetag i Europa skulle ersättas av en ny maktbalans som inte vilade på militär styrka utan på "erkännandet av de begränsningar som den slutliga vissheten om misslyckande lägger på de respektive nationalstaternas ambitioner".
I en intervju för Sunday People i december 1988 sade Powell att det konservativa partiet var på väg att "återförena sig med Enoch" i den Europeiska gemenskapen, men upprepade sin varning för inbördeskrig som en följd av invandringen: "Jag kan fortfarande inte föreställa mig hur ett land kan styras på fredlig väg där befolkningens sammansättning gradvis kommer att förändras. Jag talar om våld i en omfattning som bara kan beskrivas som inbördeskrig. Jag kan inte se att det kan bli något annat resultat". Det skulle inte vara ett raskrig utan "om människor som revolterar mot att vara fångade i en situation där de känner sig utlämnade till en inbyggd etnisk majoritet, oavsett dess färg" och hävdade att regeringen hade gjort beredskapsplaner för en sådan händelse. Lösningen, sa han, var repatriering i stor skala och kostnaden för att göra detta i socialbidrag och pensioner var väl värd att betala.
I början av 1989 gjorde han ett program (som sändes i juli) om sitt besök i Ryssland och sina intryck på landet. BBC ville först att han skulle göra ett program om Indien, men den indiska högkommissarien i London vägrade att ge honom visum. När han besökte Ryssland gick Powell till gravarna för de 600 000 människor som dog under belägringen av Leningrad och sa att han inte kunde tro att ett folk som hade lidit så mycket frivilligt skulle starta ett nytt krig. Han gick också i en veteranparad (iförd sina egna medaljer) och talade med ryska soldater med hjälp av en tolk. Programmet kritiserades dock av dem som menade att Powell hade avfärdat Sovjetunionens hot mot väst sedan 1945 och att han hade varit alltför imponerad av Rysslands känsla av nationell identitet. När den tyska återföreningen stod på dagordningen i mitten av 1989 sa Powell att Storbritannien var i akut behov av att skapa en allians med Sovjetunionen med tanke på Tysklands effekt på maktbalansen i Europa.
Efter Thatchers tal i Brügge i september 1988 och hennes ökande fientlighet mot en europeisk valuta under de sista åren av hennes tid som premiärminister, höll Powell många tal där han offentligt stödde hennes inställning till Europa. När Heath kritiserade Thatchers tal i maj 1989 kallade Powell honom för "den gamla virtuosen av U-sväng". När inflationen kröp upp det året fördömde han finansminister Nigel Lawsons politik att trycka pengar så att pundet skulle skugga den tyska D-marken och sa att det var upp till Storbritannien att gå med i det europeiska monetära systemet (EMS).
I början av september 1989 publicerades en samling av Powells tal om Europa, med titeln Enoch Powell on 1992 (1992 var det år som fastställdes för skapandet av den inre marknaden genom Europeiska enhetsakten 1986). I ett tal i Chatham House i samband med lanseringen av boken den 6 september rådde han Thatcher att gå till val på ett nationalistiskt tema, eftersom många östeuropeiska länder som tidigare varit under ryskt styre höll på att vinna sin frihet. Vid det konservativa partiets konferens i oktober sa han vid ett sidomöte: "Jag befinner mig i dag mindre i utkanten av det partiet än jag har gjort på 20 år". Efter att Thatcher motsatte sig ytterligare europeisk integration vid ett möte i Strasbourg i november, bad Powell sin parlamentariska privatsekreterare, Mark Lennox-Boyd, att framföra "mina respektfulla gratulationer till hennes ställningstagande ... hon både talade för Storbritannien och gick i spetsen för Europa – i tronföljden av Winston Churchill och William Pitt. De som leder är alltid längst fram, ensamma". Thatcher svarade: "Jag är djupt rörd av dina ord. De ger mig största möjliga uppmuntran".
Den 5 januari 1990 talade Powell till de konservativa i Liverpool och sa att om de konservativa spelade ut det "brittiska kortet" vid nästa parlamentsval skulle de kunna vinna; den nya stämningen i Storbritannien för "självbestämmande" hade gett de nyligen oberoende nationerna i Östeuropa en "fyrbåk", och tillade att Storbritannien borde stå ensamt, om nödvändigt, för europeisk frihet, och tillade: "Vi hånas – av fransmännen, av italienarna, av spanjorerna – för att vi vägrar att tillbe vid helgedomen för en gemensam regering som påtvingats dem alla ... var fanns de europeiska enhetsköpmännen 1940? Det ska jag berätta för er. Antingen vred de sig under ett ohyggligt förtryck eller så hjälpte de till och medverkade till detta förtryck. Tur för Europa att Storbritannien var ensamt 1940". Det konservativa partiet skulle vara tvunget att fråga, helst vid nästa val: "Har ni fortfarande för avsikt att kontrollera de lagar ni lyder, de skatter ni betalar och den politik som förs av er regering?"  Fem dagar efter detta tal, i en intervju för The Daily Telegraph, berömde Thatcher Powell: "Jag har alltid läst Enoch Powells tal och artiklar mycket noggrant. ... Jag har alltid tyckt att det var en tragedi att han gav sig av. Han är en mycket, mycket skicklig politiker. Det säger jag trots att han ibland har sagt bittra saker om mig". Samma dag som fyllnadsvalet i Mid-Staffordshire ägde rum sade Powell att regeringen borde erkänna att samhällsavgiften var "en katastrof" och att det som betydde mest för folket i Mid-Staffordshire var frågan om vem som skulle styra Storbritannien och att det bara var det konservativa partiet som förespråkade att britterna skulle styra sig själva. Thatcher hade kallats "diktatorisk" för att hon ville "klara sig själv" i Europa: "Nåväl, jag har inget emot att någon är diktatorisk när det gäller att försvara mina egna och mina landsmäns rättigheter ... förlora självstyret, och jag har förlorat allt, och för gott". Detta var det första valet sedan 1970 där Powell förespråkade en röst på det konservativa partiet.
Efter att Irak invaderade Kuwait den 2 augusti 1990 sa Powell att eftersom Storbritannien inte var en allierad till Kuwait i "formell mening" och eftersom maktbalansen i Mellanöstern hade upphört att vara en brittisk angelägenhet efter det brittiska imperiets fall, borde Storbritannien inte gå i krig. Powell sa att "Saddam Hussein har en lång väg att gå innan hans trupper kommer stormande upp på stränderna i Kent eller Sussex". Den 21 oktober skrev han: "Världen är full av onda människor som ägnar sig åt att göra onda saker. Det gör inte oss till poliser att gripa dem, inte heller till domare att finna dem skyldiga och döma dem. Vad är det som är så speciellt med Iraks härskare att vi plötsligt upptäcker att vi ska vara hans fångvaktare och domare? ... Som nation har vi inget intresse av Kuwaits eller för den delen Saudiarabiens existens eller icke-existens som en självständig stat. Ibland undrar jag om vi, när vi förlorade vår makt, underlät att göra oss av med vår arrogans."
När Thatcher utmanades av Michael Heseltine om ledarskapet för det konservativa partiet i november 1990 sa Powell att han skulle gå med i partiet, som han hade lämnat i februari 1974 på grund av Europafrågan, om Thatcher vann, och han skulle uppmana allmänheten att stödja både henne och, enligt Powell, nationellt oberoende. Han skrev till Thatchers anhängare Norman Tebbit den 16 november och talade om för honom att Thatcher hade rätt att använda hans namn och hans stöd på vilket sätt hon ville. Sedan hon avgick den 22 november har Powell aldrig återvänt till de konservativa. Powell skrev följande söndag: "Goda nyheter är sällan så bra, och dåliga nyheter så dåliga, som de vid första anblicken verkar. Hennes fall berodde på att hon hade så få likasinnade om den europeiska integrationen bland sina kollegor, och eftersom hon hade antagit en linje som skulle öka hennes partis popularitet var det dumt av dem att tvinga bort henne. Han tillade: "Slaget är förlorat, men inte kriget. Faktum kvarstår att utanför den magiska cirkeln i toppen har det i Storbritannien uppenbarats en djupt rotad opposition mot att ge upp rätten att stifta våra lagar, fastställa våra skatter eller besluta om vår politik till andra. Djupt under övertäckningen av åratal av likgiltighet löper fortfarande den brittiska allmänhetens tillgivenhet till sin tradition av demokrati. Deras förbittring över att få veta att deras egna beslut kan upphävas utifrån är lika envis som alltid". Thatcher hade tänt på oberoendets låga och "det som har hänt en gång kan hända igen ... Förr eller senare de som strävar efter att regera ... måste lyssna".
I december 1991 sade Powell att "Om Jugoslavien upplöses i två stater eller ett halvt dussin stater eller inte upplöses alls spelar ingen roll för Storbritanniens säkerhet och välbefinnande". Storbritanniens nationella intressen bestämde att landet skulle ha "en utrikespolitik som anstår den enda ö- och oceanstaten i Europa". Under valet 1992 talade Powell för Nicholas Budgen i hans gamla valkrets Wolverhampton South West. Han berömde Budgen för hans motstånd mot Maastrichtfördraget och fördömde resten av det konservativa partiet för att ha stött det.

## Sista åren

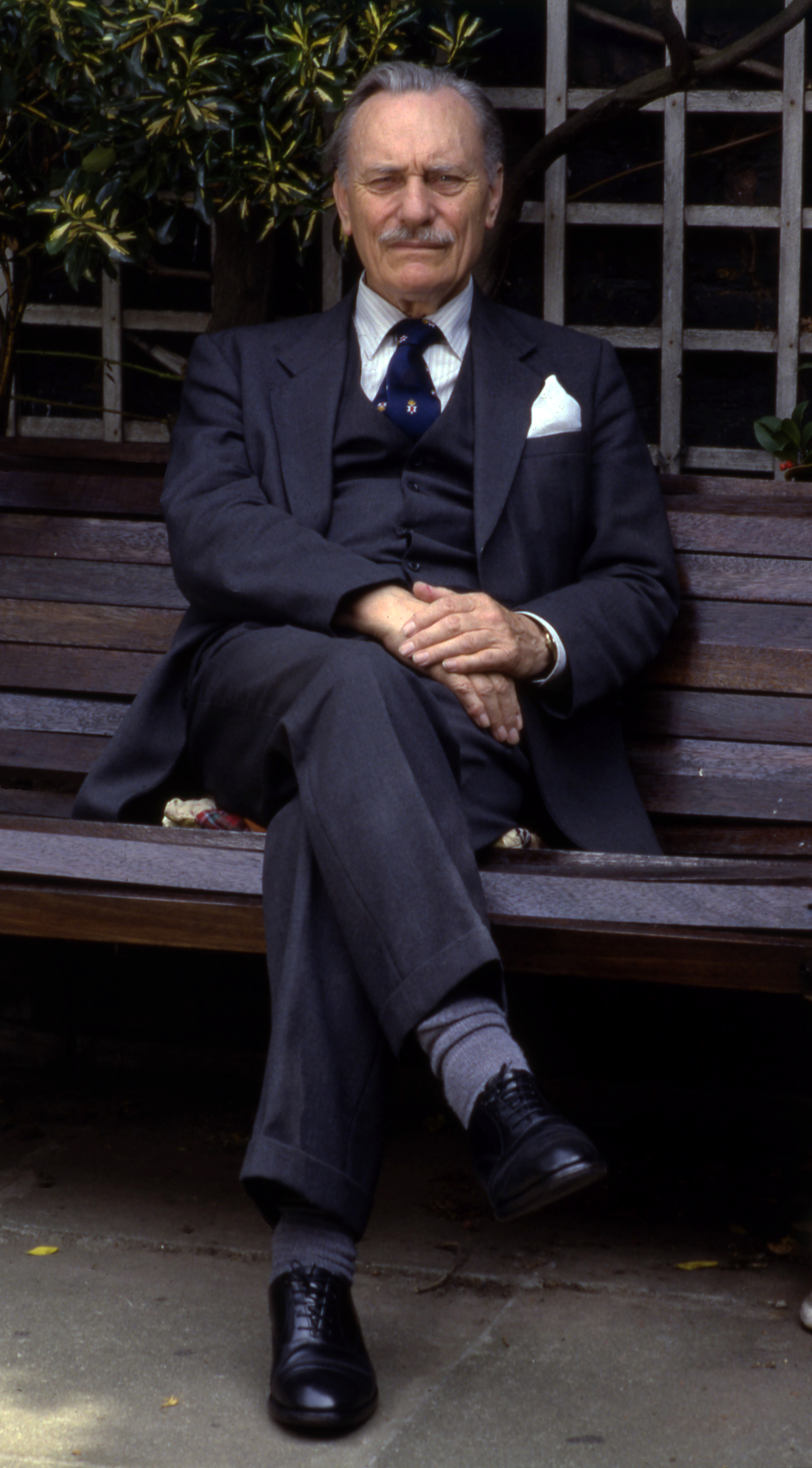
Porträtt av Enoch Powell 1987

I slutet av 1992, vid 80 års ålder, fick Powell diagnosen Parkinsons sjukdom. År 1994 publicerade han The Evolution of the Gospel: A New Translation of the First Gospel with Commentary and Introductory Essay. Den 5 november tryckte The European en artikel av Powell i vilken han sade att han inte förväntade sig att European Communities Act 1972 skulle ändras eller upphävas, men tillade: "Ändå har något hänt. Det har skett en explosion. Politiker, politiska partier, allmänheten själv har tittat ner i avgrunden ... det brittiska folket kommer på ett eller annat sätt inte att skiljas från sin rätt att styra sig själva i parlamentet".
År 1993, på 25-årsdagen av Powells tal om "Rivers of Blood", skrev Powell en artikel för The Times där han hävdade att koncentrationen av invandrargrupper i innerstäderna skulle leda till "kommunalism", vilket skulle få allvarliga konsekvenser för valsystemet: "kommunalism och demokrati, som erfarenheten från Indien visar, är oförenliga". I maj talade han för Alan Sked från Anti-Federalist League (föregångaren till UK Independence Party) som ställde upp i fyllnadsvalet i Newbury. Sked förlorade sin plats i fyllnadsvalet och fick bara 601 röster (1,0%). På Michael Portillos 40-årsfest samma månad hälsade Thatcher entusiastiskt på honom och frågade honom: "Enoch, jag har inte sett dig sedan din åttioårsmiddag. Hur mår du?" Powell svarade: "Jag är åttioett". Powells uppfattning om Thatcher hade sjunkit efter att hon stödde John Major i valet 1992, vilket han ansåg vara ett avståndstagande från hennes kamp mot den europeiska integrationen efter talet i Brygge.
Den 16 maj 1994 talade Powell inför Bryggegruppen och sa att Europa hade "förstört en premiärminister och kommer att förstöra ännu en premiärminister" och krävde att de befogenheter som överlämnats till EG-domstolen skulle återbördas. I juni 1994 skrev han en artikel för Daily Mail där han konstaterade att "Storbritannien håller på att vakna upp från mardrömmen att vara en del av det kontinentala blocket, för att återupptäcka att dessa öar utanför kusten tillhör omvärlden och ligger öppna för dess hav". Innovationerna i det samtida samhället bekymrade honom inte: "När utforskandet har nått sin gång, kommer vi att återgå till den normala typ av liv som naturen och instinkten predisponerar oss för. Nedgången kommer inte att ha varit permanent. Försämringen kommer inte att ha varit oåterkallelig".
I sin bok The Evolution of the Gospel, som publicerades i augusti 1994, sade Powell att han hade kommit fram till uppfattningen att Jesus inte korsfästes utan stenades till döds av judarna. Biskop John Austin Baker kommenterade: "Han är en stor klassicist, men teologi är utanför hans akademiska område."
Efter Powells död skrev hans vän Richard Ritchie 1998 att "under en av de senaste årens vanliga kolkriser berättade han för mig att han inte hade något emot att stödja kolindustrin, vare sig genom att begränsa billig kolimport eller subventioner, om det var landets önskan att bevara lokala kolsamhällen".
På 1990-talet stödde Powell tre UKIP-kandidater i parlamentsvalen. Han tackade också nej till två inbjudningar att ställa upp för partiet i valet, med hänvisning till att han skulle gå i pension.
I april 1995 sa han i en intervju att för de konservativa skulle "ett nederlag [vid nästa val] hjälpa. Det hjälper en att ändra sin melodi". Festen bara "slingrade sig runt". Samma månad deltog han i en debatt om Europa vid Cambridge Union och vann.
I juli 1995 hölls ett partiledarval för det konservativa partiet, där Major avgick som partiledare och ställde upp i valet. Powell skrev: "Han säger till regenten: Jag är inte längre ledare för majoritetspartiet i underhuset; men jag fortsätter som er premiärminister. Nu tror jag inte att någon kan säga det – åtminstone inte utan att skada konstitutionen." Att försöka ge råd till drottningen samtidigt som man inte kunde känna att de kunde få majoritet i Underhuset var "liktydigt med att behandla monarken själv respektlöst och förneka själva principen som vår parlamentariska demokrati bygger på". Efter att Majors utmanare John Redwood hade besegrats skrev Powell till honom: "Käre Redwood, du kommer aldrig att ångra händelserna under de senaste veckorna eller två. Tålamod kommer uppenbarligen att behöva utövas – och tålamod är den största av de politiska dygderna – av dem av oss som vill hålla Storbritannien oberoende och självstyrt".
Under de sista åren av sitt liv skötte han sporadiska reportage inom journalistiken och medverkade i en BBC-dokumentär om sitt liv 1995 (Odd Man Out sändes den 11 november). I april 1996 skrev han en artikel för Daily Express där han sade: "De som samtyckte till kapitulationen 1972 kommer att behöva tänka om. Att tänka om innebär den verksamhet som är mest otänkbar för politiker – att inte säga vad som har sagts. Kapitulationen ... som vi har gjort är inte oåterkallelig. Parlamentet har fortfarande (tack och lov) makt att återkräva det som har överlämnats genom fördrag. Det är dags att vi talar om för de andra europeiska nationerna vad vi menar med att vara självstyrda." I oktober gav han sin sista intervju, till Matthew d'Ancona i Sunday Telegraph.
Han sade: "Jag har levt i en tidsålder då mina idéer nu är en del av den gemensamma intuitionen, en del av ett gemensamt mode. Det har varit en stor erfarenhet, efter att ha gett upp så mycket för att upptäcka att det nu finns en spännvidd av åsikter inom alla samhällsklasser, att ett avtal med EEG är helt oförenligt med ett normalt parlamentariskt styre. ... Nationen har återvänt för att hemsöka oss". När Labour vann valet 1997 sa Powell till sin fru Pamela Wilson: "De har röstat för att bryta upp Storbritannien." Hon gick med i det konservativa partiet igen nästa dag, men det gjorde inte han. Vid det laget hade Powell lagts in på sjukhus flera gånger till följd av flera fall.

## Död

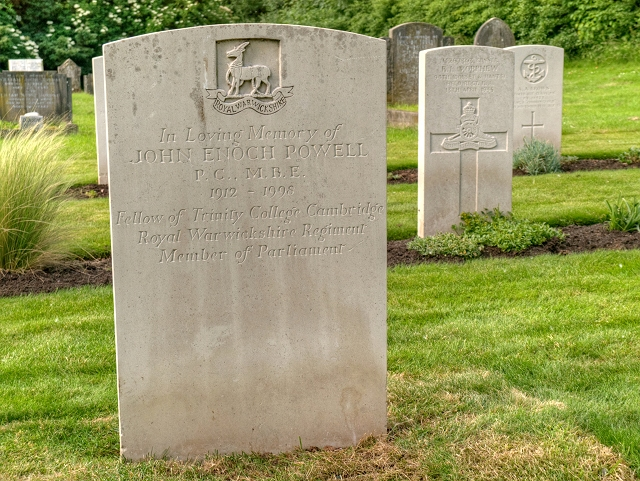
Powells grav på Warwick Cemetery i Warwick, Warwickshire

Några timmar efter Powells sista inläggning på King Edward VII:s sjukhus i London frågade han var hans lunch var. När han fick veta att han fick intravenös mat sa han: "Jag kallar inte det lunch." Detta var hans sista bevittnade ord. Han avled där den 8 februari 1998, 85 år gammal. Han efterlämnade sin änka och två döttrar. Hans studium av Johannesevangeliet förblev oavslutat.
Klädd i sin brigadgeneralsuniform begravdes Powells kropp på hans regementes tomt på Warwick Cemetery i Warwickshire, tio dagar efter en familjebegravning i Westminster Abbey och offentliga gudstjänster i Saint Margaret's Church, Westminster, och Collegiate Church of St Mary, Warwick.
Efter Powells död hyllades han av många politiker, inklusive hans rivaler. Premiärminister Tony Blair sa: "Hur kontroversiella hans åsikter än var, var han en av de stora figurerna i 1900-talets brittiska politik, begåvad med ett briljant sinne. Hur mycket vi än var oense med många av hans åsikter, fanns det inget tvivel om styrkan i hans övertygelser eller deras uppriktighet, eller hans ihärdighet i att fullfölja dem, oavsett hans eget politiska egenintresse." Thatcher sa: "Det kommer aldrig att finnas någon annan som är så övertygande som Enoch Powell. Han var magnetisk. Att få lyssna till hans tal var ett oförglömligt privilegium. Han var en av de där sällsynta människorna som gjorde skillnad och vars moraliska kompass ledde oss i rätt riktning." Över 1 000 personer deltog i Powells begravning och under ceremonin hyllades han som en man med profetior, politiska uppoffringar och som en stor parlamentariker. Under gudstjänsten sade John Biffen att Powells nationalism "definitivt inte bar prägel av rasöverlägsenhet eller främlingsfientlighet". Andra sörjande vid gudstjänsten var den socialistiske parlamentsledamoten för Labour, Tony Benn, som, trots att han kritiserade talet om "Rivers of Blood", upprätthöll en nära relation med Powell, och när han tillfrågades varför han hade deltagit i begravningen svarade han "han var min vän".

## I det privata
Powell talade tyska, franska, italienska, modern grekiska och hindi/urdu, och hade läskunskaper i spanska, portugisiska, ryska och walesiska. Bland de klassiska språken kunde han antik grekiska, latin, hebreiska och arameiska. Trots sin tidigare ateism blev Powell en hängiven medlem av Church of England. Han blev därefter kyrkvärd i St. Margaret's, Westminster.
Kaniken Eric James, en före detta präst vid Trinity College, avslöjade i ett brev till The Times den 10 februari 1998 att Powell på sin ålderdom erkände för honom att han hade varit förälskad i en manlig student vid Cambridge (som författaren och historiken Michael Bloch anser "troligen ha varit Edward Curtis från Clare College") och att denna förälskelse hade inspirerat kärleksverser som publicerades i hans First Poems. Efter att ha blivit utnämnd till professor i grekiska vid University of Sydney 1937 skrev han till sina föräldrar att han kände sig avvisad av sina kvinnliga studenter, samtidigt som han kände "en omedelbar och instinktiv tillgivenhet" för unga australiska män. Detta, tillade han, kan "beklagas, men det kan inte ändras", och det måste därför "uthärdas – och (tyvärr!) kamoufleras." Breven finns nu i Churchill Colleges arkiv.

Powell i sin trädgård i Belgravia, London, 1986

Den 2 januari 1952 gifte sig den 39-årige Powell med den 26-åriga Margaret Pamela Wilson, en tidigare kollega från det konservativa centralkansliet. Deras första dotter Susan föddes i januari 1954 och deras andra dotter Jennifer i oktober 1956. I Robert Shepherds biografi över Powell noteras att general Walter Cawthorn "nästan blev som en andra far" för honom.
Powell var en anti-Stratfordian som var övertygad om att William Shakespeare från Stratford-upon-Avon inte var författaren till Shakespeares pjäser och dikter. Han medverkade i ett avsnitt av TV-programmet Frontline, "The Shakespeare Mystery", den 19 april 1989, där han sade: "Min förvåning var att upptäcka att detta var verk av någon som hade 'varit i köket'. De är skrivna av någon som har levt det livet, som har varit en del av ett liv med politik och makt, som vet vad människor känner när de är nära maktens centrum. Nära till värmen i köket." Han kallade den traditionella biografin för en "Stratfordiansk fantasi".
I sina yngre år publicerade Powell fyra diktsamlingar: First Poems; Casting Off; Dancer's End och The Wedding Gift. Hans Collected Poems utkom 1990. Som ung vetenskapsman översatte han Herodotos Historier och publicerade många andra klassiska verk. Han skrev också en biografi över Joseph Chamberlain 1977. Hans politiska publikationer var ofta lika kritiska mot de konservativa som de var mot Labour, och gjorde narr av vad han såg som logiska felslut i resonemang eller handling. Hans bok Freedom & Reality innehöll många citat från Labourpartiets manifest eller av Harold Wilson som han betraktade som nonsens.
I mars 2015 rapporterade The Independent att Powell var en av de parlamentsledamöter vars aktiviteter hade utretts som en del av Operation Fernbridge. Hans namn hade överlämnats till polisen av Paul Butler, biskopen av Durham, efter att anklagelser om Powells inblandning i historiska övergrepp mot barn hade gjorts av en person på 1980-talet till den dåvarande biskopen av Monmouth, Dominic Walker.

## Politisk övertygelse
Powell höll sitt tal Rivers of Blood den 20 april 1968. En opinionsundersökning som gjordes efter talet visade att 74% av britterna höll med om Powells åsikter om massinvandring. I The Trial of Enoch Powell, ett TV-program på Channel 4 som sändes i april 1998, på trettioårsdagen av hans tal (och två månader efter hans död), röstade 64% av studiopubliken för att Powell inte var rasist. En del i Church of England, som Powell var medlem i, hade en annan uppfattning. Vid Powells död sa den svarte Barbadosfödde Wilfred Wood, då biskop av Croydon, att "Enoch Powell gav ett intyg om respektabilitet till vita rasistiska åsikter som annars anständiga människor skämdes för att erkänna".
Den konservative kommentatorn Bruce Anderson har hävdat att talet om Rivers of Blood" skulle ha kommit som en fullständig överraskning för alla som hade studerat Powells meritlista: han hade varit parlamentsledamot för West Midlands i 18 år men hade knappt sagt något om invandring. Ur denna synvinkel var talet bara en del av en grovt felkalkylerad strategi för att bli partiledare om Heath föll. Anderson tillägger att talet inte hade någon effekt på invandringen, förutom att det gjorde det svårare för ämnet att diskuteras rationellt i ett artigt samhälle.
Powells motståndare hävdade att han var högerextrem, fascist och rasist. Hans anhängare hävdar att de två första åtalspunkterna kolliderar med hans röstresultat i de flesta sociala frågor, såsom reformen av homosexualitetslagen (han var faktiskt en av initiativtagarna till ett lagförslag om denna fråga i maj 1965 och motsatte sig dödsstraffet, båda reformerna som var impopulära bland de konservativa vid den tiden; men han höll en låg profil i sin hållning i dessa partilösa "samvetsfrågor").:318 Powell röstade emot återinförandet av dödsstraffet flera gånger mellan 1969 och 1987.
I början av 1960-talet stödde Powell kampanjen för invandringskontroll. Det tidigaste och enda uttalandet från den tiden av Powell om invandring var i augusti 1956, när Powell i Wolverhampton sa att "en grundläggande förändring av lagen är nödvändig" i Storbritanniens medborgarskapslag. Han förklarade dock att en förändring inte behövdes vid den tidpunkten, men uteslöt inte möjligheten till en framtida förändring. I slutet av 1950-talet, när andra konservativa förespråkade en kampanj för invandringskontroll efter raskravaller, vägrade Powell att ansluta sig till dem och påpekade att det inte var någon idé att diskutera detaljerna när den "verkliga frågan" om medborgarskapslagarna hade förblivit oförändrad. I november 1960 blev Powell en av nio medlemmar i den ministerkommitté som ville införa kontroller av samväldets invandring. Han lämnade in ett brev i april 1961 där det stod "om vi vill begränsa eller ställa villkor för färgade brittiska undersåtars inträde i detta land" behövdes en ändring av den befintliga juridiska definitionen av en "brittisk undersåte", eftersom British Nationality Act 1948 ansåg att alla de från självständiga samväldesländer som var listade enligt Storbritanniens medborgarskapslag var brittiska undersåtar.
I februari 1967 skrev Powell en artikel för Daily Telegraph med titeln "Facing up to Britain's Race Problem" i vilken han skrev att långt innan den invandrade befolkningen hade nått 5% av den totala andelen i Storbritannien, skulle en "andel ha filtrerats in i den allmänna befolkningen, blandat sig med den i yrke, bosättning, vanor och blandäktenskap" jämfört med den andra andelen som skulle vara "mer separerad än nu i vanor, yrke och livsstil".
Den oro som uttrycktes över effekterna av den färgade invandringen i samhällena i hans valkrets spelade en roll i hans kommentarer. I mars 1968, månaden före talet om "floder av blod", gjorde han sina första offentliga hänvisningar till dem i ett tal i Walsall, när han beskrev oron hos en anonym väljare vars dotter var det enda vita barnet i sin grundskoleklass och utsattes för mobbning av icke-vita elever. När Wolverhampton Express and Star-journalisterna misslyckades med att hitta barnet eller klassen, utmanade tidningens redaktör och en då personlig vän, Clement Jones, honom och sa att Jones själv hade liknande anonyma klagomål som spårades till medlemmar av National Front (NF). Powell ville inte acceptera förklaringen och berättade för Jones att han hade fått "påsar med stödbrev" som ett resultat av Walsall-talet.
Under en intervju med Birmingham Post, fjorton dagar efter Powells "Rivers of Blood"-tal, fick han frågan om han var rasist eller inte. Han svarade:
Vad jag skulle tolka som rasistisk är en person som tror på den inneboende underlägsenheten hos en ras av mänskligheten gentemot en annan, och som agerar och talar i den tron. Så svaret på din fråga om jag är rasist är "Nej" – om inte omvänt kanske. Jag anser att många av folken i Indien är överlägsna européerna i många avseenden – till exempel intellektuellt och i andra avseenden. Det kanske är att överreagera.
Powell accepterade en inbjudan att medverka i David Frosts kvällsprogram den 3 januari 1969. Frost frågade Powell om han var rasist eller inte, varpå Powell svarade:
Det beror på hur man definierar ordet "rasist". Om du menar att vara medveten om skillnaderna mellan människor och nationer, och utifrån det raser, då är vi alla rasister. Men om du menar en man som föraktar en människa för att hon tillhör en annan ras, eller en man som tror att en ras är medfött överlägsen en annan, då är svaret med eftertryck "Nej".
Under valet 1970 förklarade Tony Benn i ett tal att Powells inställning till invandring var "ondskefull" och sa: "Rasifieringens flagga som har hissats i Wolverhampton börjar se ut som den som fladdrade över Dachau och Belsen." Som svar, när en TV-reporter berättade för Powell vid ett möte om Benns kommentarer, ryckte Powell mikrofonen och svarade: "Allt jag vill säga är att jag för egen del 1939 frivilligt återvände från Australien till detta land för att tjänstgöra som menig soldat mot Tyskland och nazismen. Jag är samma man i dag." På liknande sätt svarade Powell studenthäcklare vid ett tal i Cardiff: "Jag hoppas att de som skrek 'fascist' och 'nazi' är medvetna om att jag kämpade mot fascism och nazism innan de föddes."
I november 1968 antydde Powell också att de problem som skulle uppstå om det fanns ett stort inflöde av tyskar eller ryssar till Storbritannien "skulle vara lika allvarliga – och i vissa avseenden allvarligare – än vad som skulle kunna bli följden av införandet av ett liknande antal västindier eller pakistanier".
Powell sa att hans åsikter varken var genetiska eller rashygieniska, och att han aldrig ordnade sina medmänniskor på meriter i enlighet med deras ursprung.
Powell sa i ett tal 1964:
Jag har och kommer alltid att vara emot att göra skillnad mellan en medborgare i detta land och en annan på grund av dennes ursprung..
I ett tal i november 1968 sa han:
Västindiern eller asiaten blir inte engelsman bara för att han är född i England. Juridiskt sett blir han brittisk medborgare vid födseln. i själva verket är han en västindier eller en asiat fortfarande.
År 1944, när Powell besökte Poona tillsammans med en annan medlem av Joint Intelligence Committee, en indier, överstelöjtnant (senare fältmarskalk) K. M. Cariappa, vägrade han att bo på Byculla Club när det stod klart att Cariappa, som indier, inte skulle tillåtas att bo där. Nära vänner minns också att Powell tyckte mycket om att tala urdu när han åt på indiska restauranger.
Powells nationalism och anklagelser om rasism gick dock ibland på en tunn linje. 1996 frågade BBC-journalisten Michael Cockerell honom om språket han använde i talet "Rivers of Blood" och hävdade att det kunde användas av självutnämnda rasister mot icke-vita. Till försvar för det språk han använde i talet svarade Powell:
Vad är det för fel på rasism? Rasism är grunden för en nationalitet. Nationer är på det hela taget förenade genom identitet med varandra, våra medborgares självidentifikation, och det beror normalt på likheter som betraktas som rasskillnader.
Powell fortsatte med att säga att "det är inte omöjligt, men det är svårt, för en icke-vit person att vara brittisk".
Victoria Honeyman, lektor i politik vid University of Leeds i England, skrev om Powells åsikter om invandring:
Enoch Powell var, liksom andra politiker som Keith Joseph, en intellektuell i ordets rätta bemärkelse. Han skulle följa logiken i ett intellektuellt argument till dess slutsats, oavsett hur osmaklig den slutsatsen var, och sedan presentera den och ofta förvänta sig att andra skulle uppskatta hans process. ... Powell brukar ses som rasist, men det är för förenklat. Powell var intresserad av vad han ansåg vara bäst för Storbritannien. ... Det är lätt att stämpla honom som rasist, men om man ser hans argument som ett intellektuellt argument, levererade han helt enkelt vad han ansåg vara den förnuftiga slutsatsen. Det var inte en reflektion över det indiska och pakistanska folket, bara en kommentar om vad invandringen från dessa länder skulle kunna göra med Storbritannien.
Powells tal och TV-intervjuer under hela hans politiska liv visade en misstänksamhet mot "etablissemanget" i allmänhet, och på 1980-talet fanns det en regelbunden förväntan att han skulle hålla någon form av tal eller agera på ett sätt som var utformat för att göra regeringen upprörd och se till att han inte skulle erbjudas en livstidspärsvärdighet (och därmed överföras till Överhuset) vilket, enligt vissa, han inte hade för avsikt att acceptera så länge Edward Heath satt i Underhuset. (Heath stannade kvar i underhuset till efter Powells död.) Han hade motsatt sig lagen om livstidspärer och ansåg att det skulle vara hyckleri att själv acceptera en livstidspärsvärdighet eftersom ingen premiärminister någonsin erbjudit honom en ärftlig pärsvärdighet.

## Arv
Powell satt modell för skulptören Alan Thornhill för ett porträtt i lera. Korrespondensfilen som rör Powells porträttbyst finns som en del av Thornhill Papers (2006:56) i arkivet vid Henry Moore Foundation's Henry Moore Institute i Leeds och terrakottan finns kvar i konstnärens samling. Den engelske fotografen Allan Warren gjorde många porträtt av Powell.
Det finns 24 bilder av Powell i National Portrait Gallery Collection, inklusive verk av Alexander Bassanos studior, Anne-Katrin Purkiss, och en skämtteckning från 1971 av Gerald Scarfe.
Powells "Rivers of Blood"-tal var ämnet för pjäsen What Shadows av Chris Hannan, som sattes upp i Birmingham från 27 oktober till 12 november 2016, med Powell porträtterad av den skotske skådespelaren Ian McDiarmid och Clem Jones av George Costigan. Powell dyker upp kort som en karaktär i James Grahams pjäs Best of Enemies från 2021.
I augusti 2002 hamnade Powell på 55:e plats på listan över de 100 bästa britterna genom tiderna (framröstad av allmänheten i en rikstäckande opinionsundersökning från BBC).

## Verk
- Powell, Enoch; Rendel, Harris J. (1936). The Rendel Harris Papyri. Cambridge: The University Press.
- Powell, Enoch (1937). First Poems. Shakespeare Head Press.
- Powell, Enoch (1938). A Lexicon to Herodotus. Cambridge: The University Press. OCLC 6513741. https://archive.org/details/ALEXICONTOHERODOTUS1938ByJ.ENOCHPOWELL/mode/2up.
- Powell, Enoch (1939). The History of Herodotus. Coronet Books Inc. OCLC 948821318.
- Powell, Enoch (1939). Casting-off, and other poems. Basil Blackwell.
- Powell, Enoch (1939). Herodotus, Book VIII. Pitt Press Series.
- Powell, Enoch; J, Stephen (1942). Cyfreithiau Hywel Dda Yn Ol Llyfr Blegywryd. Gwasg Prifsgol Cymru.
- Powell, Enoch; Jones, Henry Stuart (1963). Thucydides Historiae Vol. I: Books I–IV 2/e. Clarendon Press. OCLC 871050. https://archive.org/details/thucydidishistor0002thuc_t3d8.
- Powell, Enoch (1949). Herodotus. Oxford..
- Powell, Enoch (1950). One Nation. Conservative Political Centre.
- Powell, Enoch (1951). Dancer's End and The Wedding Gift.
- Powell, Enoch; Macleod, Iain Norman (1952). The Social Services: needs and means. Conservative Political Centre.
- Powell, Enoch (1954). Change is our Ally. Conservative Political Centre.
- Powell, Enoch; Maude, Angus (1970). Biography of a Nation (second). London. ISBN 0212983733.
- Powell, Enoch (1960). Great Parliamentary Occasions. The Queen Anne Press.
- Powell, Enoch (1960). Saving in a Free Society. Institute of Economic Affairs by Hutchinson. https://archive.org/details/savinginfreesoci0000powe.
- Powell, Enoch (1965). Wood, John. red. A Nation not Afraid. Hodder & Stroughton.
- Powell, Enoch (1976). Medicine and Politics: 1975 and After. Pitman Medical. ISBN 0272793779.
- Powell, Enoch; Wallis, Keith (1968). The House of Lords in the Middle Ages. ISBN 9780297761051. https://archive.org/details/houseoflordsinmi0000powe.
- Powell, Enoch (1999). Freedom and Reality. Kingswood. ISBN 0716005417.
- Powell, Enoch (March 1969), ”A Housing Policy for Great Britain”, The Freeman 19 (3):  s. 171–175, https://cdn.mises.org/The%20Freeman%201969_2.pdf
- Powell, Enoch (1971). Common Market: The Case Against. Elliot Right Way Books. ISBN 071600559X.
- Powell, Enoch (1972). Still to Decide. Elliot Right Way Books. ISBN 0716005662.
- Powell, Enoch (1973). The Common Market: Re-negotiate or Come Out. Elliot Right Way Books. ISBN 0716005859.
- Powell, Enoch (1973). No Easy Answers. Sheldon Press. ISBN 0859690016. https://archive.org/details/noeasyanswers00powe.
- Powell, Enoch (1977). Wrestling With the Angel. Sheldon Press. ISBN 0859691276.
- Powell, Enoch (1977). Joseph Chamberlain. Thames & Hudson Ltd. ISBN 0500011850.
- Powell, Enoch (1978). Ritchie, Richard. red. A Nation or No Nation. London. ISBN 0713415428.
- Powell, Enoch (1989). Ritchie, Richard. red. Enoch Powell on 1992. London: Anaya Publishers. ISBN 1854700081.
- Powell, Enoch (1991). Collings, Rex. red. Reflections of a Statesman: The Selected Writings and Speeches of Enoch Powell. London: Bellew Publishing Co Ltd. ISBN 0947792880.
- Powell, Enoch (1990). Collected Poems. Bellew Publishing Co Ltd. ISBN 0947792368.
- Powell, Enoch (1994). The Evolution of the Gospel. Yale University Press. ISBN 0300054211. https://archive.org/details/evolutionofgospe00powe.